# 2017-es WTA-szezon
A 2017-es WTA-szezon a WTA, azaz a női profi teniszezők nemzetközi szövetsége által megszervezett versenysorozat 2017-es évada. A szezon magába foglalja a Nemzetközi Teniszszövetség (ITF) által felügyelt Grand Slam-tornákat, a Premier tornákat, az International tornákat, az ITF által szervezett Fed-kupát, valamint a két év végi versenyt, a WTA Finals világbajnokságot és a WTA Elite Trophy bajnokok tornáját. 2017-ben a versenynaptár része az ITF által szervezett Hopman-kupa is, amelyért azonban ranglistapontok nem járnak.

## Az év kiemelkedő magyar eredményei
Babos Tímea egyéniben győzött Budapesten, döntőt játszott Québecben és Taskentben. Párosban győzött Sydneyben, Rabatban, Québecben, Taskentben, Moszkvában és megnyerte az év végi világbajnokságot Szingapúrban, valamint döntőt játszott Madridban és Pekingben.

## Versenynaptár
A WTA 2017-es teljes versenynaptára, feltüntetve benne a legalább negyeddöntőbe jutott versenyzőket.
A színjelölések
| Grand Slam-tornák     |
| WTA Premier Mandatory |
| WTA Premier 5         |
| WTA Premier           |
| WTA International     |
| WTA Finals            |
| WTA Elite Trophy      |
| Csapatversenyek       |

Rövidítések: KM=körmérkőzés

### Január
| Kezdés                | Torna | Győztesek                                             | Ellenfelek a döntőben                 | Elődöntősök                                                      | Negyeddöntősök                                                                 |
| --------------------- | --- | ----------------------------------------------------- | ------------------------------------- | ---------------------------------------------------------------- | ------------------------------------------------------------------------------ |
| Január 2.             | Hopman-kupa Perth, Ausztrália ITF Vegyes csapatok versenye $1,000,000 – Kemény (f) – 8 csapat (KM)                  | Franciaország · 2–1                                   | Amerikai Egyesült Államok             | Körmérkőzés (A-csoport) Svájc · Németország · Egyesült Királyság | Körmérkőzés (B-csoport) Spanyolország · Csehország · Ausztrália                |
| Január 2.             | Brisbane International Brisbane, Ausztrália WTA Premier 1 000 000 – Kemény – 30E/32Q/16P                            | Karolína Plíšková 6–0, 6–3                            | Alizé Cornet                          | Elina Szvitolina Garbiñe Muguruza                                | Angelique Kerber Roberta Vinci Szvetlana Kuznyecova Dominika Cibulková         |
| Január 2.             | Brisbane International Brisbane, Ausztrália WTA Premier 1 000 000 – Kemény – 30E/32Q/16P                            | Bethanie Mattek-Sands Szánija Mirza 6–2, 6–3          | Jekatyerina Makarova Jelena Vesznyina | Elina Szvitolina Garbiñe Muguruza                                | Angelique Kerber Roberta Vinci Szvetlana Kuznyecova Dominika Cibulková         |
| Január 2.             | Shenzhen Open Sencsen, Kína WTA International 500 000 – Kemény – 32E/16Q/16P                                        | Kateřina Siniaková 6–3, 6–4                           | Alison Riske                          | Camila Giorgi Konta Johanna                                      | Agnieszka Radwańska Vang Csiang Kristýna Plíšková Nina Stojanović              |
| Január 2.             | Shenzhen Open Sencsen, Kína WTA International 500 000 – Kemény – 32E/16Q/16P                                        | Andrea Hlaváčková Peng Suaj 6–1, 7–5                  | Raluca Olaru Olha Szavcsuk            | Camila Giorgi Konta Johanna                                      | Agnieszka Radwańska Vang Csiang Kristýna Plíšková Nina Stojanović              |
| Január 2.             | ASB Classic Auckland, Új-Zéland WTA International 250 000 – Kemény – 32E/32Q/16P                                    | Lauren Davis 6–3, 6–1                                 | Ana Konjuh                            | Jeļena Ostapenko Julia Görges                                    | Madison Brengle Barbora Strýcová Caroline Wozniacki Ószaka Naomi               |
| Január 2.             | ASB Classic Auckland, Új-Zéland WTA International 250 000 – Kemény – 32E/32Q/16P                                    | Kiki Bertens Johanna Larsson 6–2, 6–2                 | Demi Schuurs Renata Voráčová          | Jeļena Ostapenko Julia Görges                                    | Madison Brengle Barbora Strýcová Caroline Wozniacki Ószaka Naomi               |
| Január 9.             | Apia International Sydney Sydney, Ausztrália WTA Premier $776,000 – Kemény – 30E/32Q/16P                            | Konta Johanna 6–4, 6–2                                | Agnieszka Radwańska                   | Eugenie Bouchard Barbora Strýcová                                | Darja Kaszatkina Anasztaszija Pavljucsenkova Caroline Wozniacki Tuan Jing-jing |
| Január 9.             | Apia International Sydney Sydney, Ausztrália WTA Premier $776,000 – Kemény – 30E/32Q/16P                            | Babos Tímea Anasztaszija Pavljucsenkova 6–4, 6–4      | Szánija Mirza Barbora Strýcová        | Eugenie Bouchard Barbora Strýcová                                | Darja Kaszatkina Anasztaszija Pavljucsenkova Caroline Wozniacki Tuan Jing-jing |
| Január 9.             | Moorilla Hobart International Hobart, Ausztrália WTA International $250,000 – Kemény – 32E/32Q/16P                  | Elise Mertens 6–3, 6–1                                | Monica Niculescu                      | Jana Fett Leszja Curenko                                         | Kiki Bertens Verónica Cepede Royg Ozaki Risa Shelby Rogers                     |
| Január 9.             | Moorilla Hobart International Hobart, Ausztrália WTA International $250,000 – Kemény – 32E/32Q/16P                  | Raluca Olaru Olha Szavcsuk 0–6, 6–4, [10–5]           | Gabriela Dabrowski Jang Csao-hszüan   | Jana Fett Leszja Curenko                                         | Kiki Bertens Verónica Cepede Royg Ozaki Risa Shelby Rogers                     |
| Január 16. Január 23. | Australian Open Melbourne, Ausztrália Grand Slam 12 122 762 – Kemény 128E/96Q/64P/32V Egyéni – Páros – Vegyes páros | Serena Williams 6–4, 6–4                              | Venus Williams                        | Coco Vandeweghe Mirjana Lučić-Baroni                             | Garbiñe Muguruza Anasztaszija Pavljucsenkova Karolína Plíšková Konta Johanna   |
| Január 16. Január 23. | Australian Open Melbourne, Ausztrália Grand Slam 12 122 762 – Kemény 128E/96Q/64P/32V Egyéni – Páros – Vegyes páros | Bethanie Mattek-Sands Lucie Šafářová 6–7(4), 6–3, 6–3 | Andrea Hlaváčková Peng Suaj           | Coco Vandeweghe Mirjana Lučić-Baroni                             | Garbiñe Muguruza Anasztaszija Pavljucsenkova Karolína Plíšková Konta Johanna   |
| Január 16. Január 23. | Australian Open Melbourne, Ausztrália Grand Slam 12 122 762 – Kemény 128E/96Q/64P/32V Egyéni – Páros – Vegyes páros | Abigail Spears Juan Sebastián Cabal 6–2, 6–4          | Szánija Mirza Ivan Dodig              | Coco Vandeweghe Mirjana Lučić-Baroni                             | Garbiñe Muguruza Anasztaszija Pavljucsenkova Karolína Plíšková Konta Johanna   |
| Január 30.            | St. Petersburg Ladies Trophy Szentpétervár, Oroszország WTA Premier $753,000 – Kemény (f) – 28E/32Q/16P             | Kristina Mladenovic 6–2, 6–7(3), 6–4                  | Julija Putyinceva                     | Natalja Vihljanceva Dominika Cibulková                           | Simona Halep Roberta Vinci Szvetlana Kuznyecova Jelena Vesznyina               |
| Január 30.            | St. Petersburg Ladies Trophy Szentpétervár, Oroszország WTA Premier $753,000 – Kemény (f) – 28E/32Q/16P             | Jeļena Ostapenko Alicja Rosolska 3–6, 6–2, [10–5]     | Darija Jurak Xenia Knoll              | Natalja Vihljanceva Dominika Cibulková                           | Simona Halep Roberta Vinci Szvetlana Kuznyecova Jelena Vesznyina               |
| Január 30.            | Taiwan Open Kaohsziung, Tajvan WTA International $500,000 – Kemény – 32E/24Q/16P                                    | Elina Szvitolina 6–3, 6–2                             | Peng Suaj                             | Mandy Minella Lucie Šafářová                                     | Unsz Dzsábir Csu Lin Doi Miszaki Samantha Stosur                               |
| Január 30.            | Taiwan Open Kaohsziung, Tajvan WTA International $500,000 – Kemény – 32E/24Q/16P                                    | Csan Hao-csing Csan Jung-zsan 6–4, 6–2                | Lucie Hradecká Kateřina Siniaková     | Mandy Minella Lucie Šafářová                                     | Unsz Dzsábir Csu Lin Doi Miszaki Samantha Stosur                               |

### Február
| Kezdés      | Torna | Győztesek | Ellenfelek a döntőben                                                              | Elődöntősök                           | Negyeddöntősök                                                     |
| ----------- | --- | --- | ---------------------------------------------------------------------------------- | ------------------------------------- | ------------------------------------------------------------------ |
| Február 6.  | 2017-es Fed-kupa világcsoport negyeddöntők Ostrava, Csehország – Kemény (f) Maui, Amerikai Egyesült Államok – Kemény Minszk, Fehéroroszország – Kemény (f) Genf, Svájc – Kemény (f) | A negyeddöntők győztesei · Csehország 3–2 · Amerikai Egyesült Államok 4–0 · Fehéroroszország 4–1 · Svájc 4–1 | A negyeddöntők vesztesei · Spanyolország · Németország · Hollandia · Franciaország |                                       |                                                                    |
| Február 13. | Qatar Total Open Doha, Katar WTA Premier $776,000 – Kemény – 56E/32Q/28P | Karolína Plíšková 6–3, 6–4                                                                                   | Caroline Wozniacki                                                                 | Mónica Puig Dominika Cibulková        | Darja Kaszatkina Lauren Davis Samantha Stosur Csang Suaj           |
| Február 13. | Qatar Total Open Doha, Katar WTA Premier $776,000 – Kemény – 56E/32Q/28P | Abigail Spears Katarina Srebotnik 6–3, 7–6(7)                                                                | Olha Szavcsuk Jaroszlava Svedova                                                   | Mónica Puig Dominika Cibulková        | Darja Kaszatkina Lauren Davis Samantha Stosur Csang Suaj           |
| Február 20. | Dubai Duty Free Tennis Championships Dubaj, Egyesült Arab Emírségek WTA Premier 5 $2,666,000 – Kemény – 28E/32Q/16P                                                                 | Elina Szvitolina 6–4, 6–2                                                                                    | Caroline Wozniacki                                                                 | Angelique Kerber Anastasija Sevastova | Ana Konjuh Lauren Davis Catherine Bellis Vang Csiang               |
| Február 20. | Dubai Duty Free Tennis Championships Dubaj, Egyesült Arab Emírségek WTA Premier 5 $2,666,000 – Kemény – 28E/32Q/16P                                                                 | Jekatyerina Makarova Jelena Vesznyina 6–2, 4–6, [10–7]                                                       | Andrea Hlaváčková Peng Suaj                                                        | Angelique Kerber Anastasija Sevastova | Ana Konjuh Lauren Davis Catherine Bellis Vang Csiang               |
| Február 20. | Hungarian Ladies Open Budapest, Magyarország WTA International $250,000 – Kemény (f) – 32E/24Q/16P                                                                                  | Babos Tímea 6–7(4), 6–4, 6–3                                                                                 | Lucie Šafářová                                                                     | Julia Görges Carina Witthöft          | Océane Dodin Yanina Wickmayer Annika Beck Aljakszandra Szasznovics |
| Február 20. | Hungarian Ladies Open Budapest, Magyarország WTA International $250,000 – Kemény (f) – 32E/24Q/16P                                                                                  | Hszie Su-vej Okszana Kalasnikova 6–3, 4–6, [10–4]                                                            | Arina Rodionova Galina Voszkobojeva                                                | Julia Görges Carina Witthöft          | Océane Dodin Yanina Wickmayer Annika Beck Aljakszandra Szasznovics |
| Február 27. | Abierto Mexicano Telcel Acapulco, Mexikó WTA International $250,000 – Kemény – 32E/24Q/16P                                                                                          | Leszja Curenko 6–1, 7–5                                                                                      | Kristina Mladenovic                                                                | Mirjana Lučić-Baroni Christina McHale | Pauline Parmentier Jeļena Ostapenko Mónica Puig Kirsten Flipkens   |
| Február 27. | Abierto Mexicano Telcel Acapulco, Mexikó WTA International $250,000 – Kemény – 32E/24Q/16P                                                                                          | Darija Jurak Anastasia Rodionova 6–3, 6–2                                                                    | Verónica Cepede Royg Mariana Duque Mariño                                          | Mirjana Lučić-Baroni Christina McHale | Pauline Parmentier Jeļena Ostapenko Mónica Puig Kirsten Flipkens   |
| Február 27. | BMW Malaysian Open Kuala Lumpur, Malaysia WTA International $250,000 – Kemény – 32E/24Q/16P                                                                                         | Ashleigh Barty 6–3, 6–2                                                                                      | Hibino Nao                                                                         | Magda Linette Han Hszin-jün           | Lesley Kerkhove Tuan Jing-jing Vang Csiang Csang Kaj-lin           |
| Február 27. | BMW Malaysian Open Kuala Lumpur, Malaysia WTA International $250,000 – Kemény – 32E/24Q/16P                                                                                         | Ashleigh Barty Casey Dellacqua 7–6(5), 6–3                                                                   | Nicole Melichar Ninomija Makoto                                                    | Magda Linette Han Hszin-jün           | Lesley Kerkhove Tuan Jing-jing Vang Csiang Csang Kaj-lin           |

### Március
| Kezdés                  | Torna | Győztesek                                 | Ellenfelek a döntőben             | Elődöntősök                           | Negyeddöntősök                                                                 |
| ----------------------- | --- | ----------------------------------------- | --------------------------------- | ------------------------------------- | ------------------------------------------------------------------------------ |
| Március 6. Március 13.  | BNP Paribas Open Indian Wells, Amerikai Egyesült Államok WTA Premier Mandatory $7,669,423 – Kemény – 96E/48Q/32P      | Jelena Vesznyina 6–7(6), 7–5, 6–4         | Szvetlana Kuznyecova              | Karolína Plíšková Kristina Mladenovic | Garbiñe Muguruza Anasztaszija Pavljucsenkova Caroline Wozniacki Venus Williams |
| Március 6. Március 13.  | BNP Paribas Open Indian Wells, Amerikai Egyesült Államok WTA Premier Mandatory $7,669,423 – Kemény – 96E/48Q/32P      | Csan Jung-zsan Martina Hingis 7–6(4), 6–2 | Lucie Hradecká Kateřina Siniaková | Karolína Plíšková Kristina Mladenovic | Garbiñe Muguruza Anasztaszija Pavljucsenkova Caroline Wozniacki Venus Williams |
| Március 20. Március 27. | Miami Open presented by Itaú Miami, Amerikai Egyesült Államok WTA Premier Mandatory $7,669,423 – Kemény – 96E/48Q/32P | Konta Johanna 6–4, 6–3                    | Caroline Wozniacki                | Venus Williams Karolína Plíšková      | Angelique Kerber Simona Halep Lucie Šafářová Mirjana Lučić-Baroni              |
| Március 20. Március 27. | Miami Open presented by Itaú Miami, Amerikai Egyesült Államok WTA Premier Mandatory $7,669,423 – Kemény – 96E/48Q/32P | Gabriela Dabrowski Hszü Ji-fan 6–4, 6–3   | Szánija Mirza Barbora Strýcová    | Venus Williams Karolína Plíšková      | Angelique Kerber Simona Halep Lucie Šafářová Mirjana Lučić-Baroni              |

### Április
| Kezdés      | Torna | Győztesek                                                                   | Ellenfelek a döntőben                     | Elődöntősök                               | Negyeddöntősök                                                              |
| ----------- | --- | --------------------------------------------------------------------------- | ----------------------------------------- | ----------------------------------------- | --------------------------------------------------------------------------- |
| Április 3.  | Volvo Cars Open Charleston, Amerikai Egyesült Államok WTA Premier $753,000 – Salak (Green) – 56E/32Q/16P | Darja Kaszatkina 6–3, 6–1                                                   | Jeļena Ostapenko                          | Mirjana Lučić-Baroni Laura Siegemund      | Shelby Rogers Caroline Wozniacki Anastasija Sevastova Irina-Camelia Begu    |
| Április 3.  | Volvo Cars Open Charleston, Amerikai Egyesült Államok WTA Premier $753,000 – Salak (Green) – 56E/32Q/16P | Bethanie Mattek-Sands Lucie Šafářová 6–1, 4–6, [10–7]                       | Lucie Hradecká Kateřina Siniaková         | Mirjana Lučić-Baroni Laura Siegemund      | Shelby Rogers Caroline Wozniacki Anastasija Sevastova Irina-Camelia Begu    |
| Április 3.  | Abierto Monterrey Afirme Monterrey, Mexikó WTA International $250,000 – Kemény – 32E/32Q/16P             | Anasztaszija Pavljucsenkova 6–4, 2–6, 6–1                                   | Angelique Kerber                          | Carla Suárez Navarro Caroline Garcia      | Heather Watson Alizé Cornet Julia Boserup Babos Tímea                       |
| Április 3.  | Abierto Monterrey Afirme Monterrey, Mexikó WTA International $250,000 – Kemény – 32E/32Q/16P             | Hibino Nao Alicja Rosolska 6–2, 7–6(4)                                      | Dalila Jakupović Nagyija Kicsenok         | Carla Suárez Navarro Caroline Garcia      | Heather Watson Alizé Cornet Julia Boserup Babos Tímea                       |
| Április 10. | Ladies Open Biel Bienne Biel, Svájc WTA International $250,000 – Kemény (f) – 32E/32Q/16P                | Markéta Vondroušová 6–4, 7–6(6)                                             | Anett Kontaveit                           | Barbora Strýcová Aljakszandra Szasznovics | Julia Görges Kristýna Plíšková Elise Mertens Camila Giorgi                  |
| Április 10. | Ladies Open Biel Bienne Biel, Svájc WTA International $250,000 – Kemény (f) – 32E/32Q/16P                | Hszie Su-vej Monica Niculescu 5–7, 6–3, [10–7]                              | Bacsinszky Tímea Martina Hingis           | Barbora Strýcová Aljakszandra Szasznovics | Julia Görges Kristýna Plíšková Elise Mertens Camila Giorgi                  |
| Április 10. | Claro Open Colsanitas Bogotá, Kolumbia WTA International $250,000 – Salak (Vörös) – 32E/24Q/16P          | Francesca Schiavone 6–4, 7–5                                                | Lara Arruabarrena Vecino                  | Johanna Larsson Sara Sorribes Tormo       | Kiki Bertens Sara Errani Aleksandra Krunić Magda Linette                    |
| Április 10. | Claro Open Colsanitas Bogotá, Kolumbia WTA International $250,000 – Salak (Vörös) – 32E/24Q/16P          | Beatriz Haddad Maia Nadia Podoroska 6–3, 7–6(4)                             | Verónica Cepede Royg Magda Linette        | Johanna Larsson Sara Sorribes Tormo       | Kiki Bertens Sara Errani Aleksandra Krunić Magda Linette                    |
| Április 17. | Fed-kupa elődöntők Tampa, Egyesült Államok – Salak Minszk, Fehéroroszország – Kemény (f)                 | Az elődöntők győztesei Amerikai Egyesült Államok 3–2 · Fehéroroszország 3–2 | Az elődöntők vesztesei Csehország · Svájc |                                           |                                                                             |
| Április 24. | Porsche Tennis Grand Prix Stuttgart, Németország WTA Premier $ – Salak (Vörös) (f) – 28E/32Q/16P         | Laura Siegemund 6–1, 2–6, 7–6(5)                                            | Kristina Mladenovic                       | Marija Sarapova Simona Halep              | Carla Suárez Navarro Anett Kontaveit Anastasija Sevastova Karolína Plíšková |
| Április 24. | Porsche Tennis Grand Prix Stuttgart, Németország WTA Premier $ – Salak (Vörös) (f) – 28E/32Q/16P         | Raquel Atawo Jeļena Ostapenko 6–4, 6–4                                      | Abigail Spears Katarina Srebotnik         | Marija Sarapova Simona Halep              | Carla Suárez Navarro Anett Kontaveit Anastasija Sevastova Karolína Plíšková |
| Április 24. | Istanbul Cup Isztambul, Törökország WTA International $250,000 – Kemény – 32E/24Q/16P                    | Elina Szvitolina 6–2, 6–4                                                   | Elise Mertens                             | Jana Čepelová Irina-Camelia Begu          | Sorana Cîrstea Dajana Jasztremszka Başak Eraydın Çağla Büyükakçay           |
| Április 24. | Istanbul Cup Isztambul, Törökország WTA International $250,000 – Kemény – 32E/24Q/16P                    | Dalila Jakupović Nagyija Kicsenok 7–6(6), 6–2                               | Nicole Melichar Elise Mertens             | Jana Čepelová Irina-Camelia Begu          | Sorana Cîrstea Dajana Jasztremszka Başak Eraydın Çağla Büyükakçay           |

### Május
| Kezdés              | Torna | Győztesek                                          | Ellenfelek a döntőben                 | Elődöntősök                               | Negyeddöntősök                                                          |
| ------------------- | --- | -------------------------------------------------- | ------------------------------------- | ----------------------------------------- | ----------------------------------------------------------------------- |
| Május 1.            | Prague Open Prága, Csehország WTA International $250,000 – Salak – 32E/32Q/16P                                            | Mona Barthel 2–6, 7–5, 6–2                         | Kristýna Plíšková                     | Barbora Strýcová Jeļena Ostapenko         | Camila Giorgi Kateřina Siniaková Beatriz Haddad Maia Ana Konjuh         |
| Május 1.            | Prague Open Prága, Csehország WTA International $250,000 – Salak – 32E/32Q/16P                                            | Anna-Lena Grönefeld Květa Peschke 6–4, 7–6(3)      | Lucie Hradecká Kateřina Siniaková     | Barbora Strýcová Jeļena Ostapenko         | Camila Giorgi Kateřina Siniaková Beatriz Haddad Maia Ana Konjuh         |
| Május 1.            | Morocco Open Rabat, Marokkó WTA International $250,000 – Salak (Vörös) – 32E/32Q/16P                                      | Anasztaszija Pavljucsenkova 7–5, 7–5               | Francesca Schiavone                   | Sara Errani Varvara Lepchenko             | Lauren Davis Daria Gavrilova Tatjana Maria Catherine Bellis             |
| Május 1.            | Morocco Open Rabat, Marokkó WTA International $250,000 – Salak (Vörös) – 32E/32Q/16P                                      | Babos Tímea Andrea Hlaváčková 2–6, 6–3, [10–5]     | Nina Stojanović Maryna Zanevska       | Sara Errani Varvara Lepchenko             | Lauren Davis Daria Gavrilova Tatjana Maria Catherine Bellis             |
| Május 8.            | Mutua Madrid Open Madrid, Spanyolország WTA Premier Mandatory $ – Salak (Vörös) – 64E/32Q/28P                             | Simona Halep 7–5, 6–7(5), 6–2                      | Kristina Mladenovic                   | Szvetlana Kuznyecova Anastasija Sevastova | Eugenie Bouchard Sorana Cîrstea Coco Vandeweghe Kiki Bertens            |
| Május 8.            | Mutua Madrid Open Madrid, Spanyolország WTA Premier Mandatory $ – Salak (Vörös) – 64E/32Q/28P                             | Csan Jung-zsan Martina Hingis 6–4, 6–3             | Babos Tímea Andrea Hlaváčková         | Szvetlana Kuznyecova Anastasija Sevastova | Eugenie Bouchard Sorana Cîrstea Coco Vandeweghe Kiki Bertens            |
| Május 15.           | Internazionali BNL d'Italia Róma, Olaszország WTA Premier 5 $ – Salak (Vörös) – 56E/32Q/28P                               | Elina Szvitolina 4–6, 7–5, 6–1                     | Simona Halep                          | Kiki Bertens Garbiñe Muguruza             | Anett Kontaveit Daria Gavrilova Venus Williams Karolína Plíšková        |
| Május 15.           | Internazionali BNL d'Italia Róma, Olaszország WTA Premier 5 $ – Salak (Vörös) – 56E/32Q/28P                               | Csan Jung-zsan Martina Hingis 7–5, 7–6(4)          | Jekatyerina Makarova Jelena Vesznyina | Kiki Bertens Garbiñe Muguruza             | Anett Kontaveit Daria Gavrilova Venus Williams Karolína Plíšková        |
| Május 22.           | Internationaux de Strasbourg Strasbourg, Franciaország WTA International $250,000 – Salak (Vörös) – 32E/24Q/16P           | Samantha Stosur 5–7, 6–4, 6–3                      | Daria Gavrilova                       | Peng Suaj Caroline Garcia                 | Shelby Rogers Carla Suárez Navarro Kristýna Plíšková Ashleigh Barty     |
| Május 22.           | Internationaux de Strasbourg Strasbourg, Franciaország WTA International $250,000 – Salak (Vörös) – 32E/24Q/16P           | Ashleigh Barty Casey Dellacqua 6–4, 6–2            | Csan Hao-csing Csan Jung-zsan         | Peng Suaj Caroline Garcia                 | Shelby Rogers Carla Suárez Navarro Kristýna Plíšková Ashleigh Barty     |
| Május 22.           | Nürnberger Versicherungs Cup Nürnberg, Németország WTA International $250,000 – Salak (Vörös) – 32E/24Q/16P               | Kiki Bertens 6–2, 6–1                              | Barbora Krejčíková                    | Doi Miszaki Sorana Cîrstea                | Alison Riske Jaroszlava Svedova Carina Witthöft Julija Putyinceva       |
| Május 22.           | Nürnberger Versicherungs Cup Nürnberg, Németország WTA International $250,000 – Salak (Vörös) – 32E/24Q/16P               | Nicole Melichar Anna Smith 3–6, 6–3, [11–9]        | Kirsten Flipkens Johanna Larsson      | Doi Miszaki Sorana Cîrstea                | Alison Riske Jaroszlava Svedova Carina Witthöft Julija Putyinceva       |
| Május 29. Június 5. | Roland Garros Párizs, Franciaország Grand Slam €16,566,000 – Salak (Vörös) 128E/96Q/64P/32V Egyéni – Páros – Vegyes páros | Jeļena Ostapenko 4–6, 6–4, 6–3                     | Simona Halep                          | Bacsinszky Tímea Karolína Plíšková        | Caroline Wozniacki Kristina Mladenovic Elina Szvitolina Caroline Garcia |
| Május 29. Június 5. | Roland Garros Párizs, Franciaország Grand Slam €16,566,000 – Salak (Vörös) 128E/96Q/64P/32V Egyéni – Páros – Vegyes páros | Bethanie Mattek-Sands Lucie Šafářová 6–2, 6–1      | Ashleigh Barty Casey Dellacqua        | Bacsinszky Tímea Karolína Plíšková        | Caroline Wozniacki Kristina Mladenovic Elina Szvitolina Caroline Garcia |
| Május 29. Június 5. | Roland Garros Párizs, Franciaország Grand Slam €16,566,000 – Salak (Vörös) 128E/96Q/64P/32V Egyéni – Páros – Vegyes páros | Gabriela Dabrowski Róhan Bópanna 2–6, 6–2, [12–10] | Anna-Lena Grönefeld Robert Farah      | Bacsinszky Tímea Karolína Plíšková        | Caroline Wozniacki Kristina Mladenovic Elina Szvitolina Caroline Garcia |

### Június
| Kezdés     | Torna                                                                                          | Győztesek                                            | Ellenfelek a döntőben                | Elődöntősök                         | Negyeddöntősök                                                      |
| ---------- | ---------------------------------------------------------------------------------------------- | ---------------------------------------------------- | ------------------------------------ | ----------------------------------- | ------------------------------------------------------------------- |
| Június 12. | Aegon Open Nottingham Nottingham, Nagy-Britannia WTA International $250,000 – Fű – 32E/32Q/16P | Donna Vekić 2–6, 7–6(3), 7–5                         | Konta Johanna                        | Magdaléna Rybáriková Lucie Šafářová | Ashleigh Barty Kristie Ahn Cvetana Pironkova María Szákari          |
| Június 12. | Aegon Open Nottingham Nottingham, Nagy-Britannia WTA International $250,000 – Fű – 32E/32Q/16P | Monique Adamczak Storm Sanders 6–4, 4–6, [10–4]      | Jocelyn Rae Laura Robson             | Magdaléna Rybáriková Lucie Šafářová | Ashleigh Barty Kristie Ahn Cvetana Pironkova María Szákari          |
| Június 12. | Topshelf Open ’s-Hertogenbosch, Hollandia WTA International $250,000 – Fű – 32E/24Q/16P        | Anett Kontaveit 6–2, 6–3                             | Natalja Vihljanceva                  | Ana Konjuh Leszja Curenko           | Jevgenyija Rogyina Arantxa Rus Carina Witthöft Kristina Mladenovic  |
| Június 12. | Topshelf Open ’s-Hertogenbosch, Hollandia WTA International $250,000 – Fű – 32E/24Q/16P        | Dominika Cibulková Kirsten Flipkens 4–6, 6–4, [10–6] | Kiki Bertens Demi Schuurs            | Ana Konjuh Leszja Curenko           | Jevgenyija Rogyina Arantxa Rus Carina Witthöft Kristina Mladenovic  |
| Június 19. | AEGON Classic Birmingham, Nagy-Britannia WTA Premier $ – Fű – 32E/32Q/16P                      | Petra Kvitová 4–6, 6–3, 6–2                          | Ashleigh Barty                       | Lucie Šafářová Garbiñe Muguruza     | Daria Gavrilova Kristina Mladenovic Coco Vandeweghe Camila Giorgi   |
| Június 19. | AEGON Classic Birmingham, Nagy-Britannia WTA Premier $ – Fű – 32E/32Q/16P                      | Ashleigh Barty Casey Dellacqua 6-1, 2–6, [10–8]      | Csan Hao-csing Csang Suaj            | Lucie Šafářová Garbiñe Muguruza     | Daria Gavrilova Kristina Mladenovic Coco Vandeweghe Camila Giorgi   |
| Június 19. | Mallorca Open Mallorca, Spanyolország WTA International $250,000 – Fű – 32E/32Q/16P            | Anastasija Sevastova 6–4, 3–6, 6–3                   | Julia Görges                         | Catherine Bellis Caroline Garcia    | Sabine Lisicki Kristýna Plíšková Roberta Vinci Ana Konjuh           |
| Június 19. | Mallorca Open Mallorca, Spanyolország WTA International $250,000 – Fű – 32E/32Q/16P            | Csan Jung-zsan Martina Hingis játék nélkül           | Jelena Janković Anastasija Sevastova | Catherine Bellis Caroline Garcia    | Sabine Lisicki Kristýna Plíšková Roberta Vinci Ana Konjuh           |
| Június 26. | AEGON International Eastbourne, Nagy Britannia WTA Premier $819,000 – Fű – 48E/32Q/16P         | Karolína Plíšková 6–4, 6–4                           | Caroline Wozniacki                   | Konta Johanna Heather Watson        | Angelique Kerber Szvetlana Kuznyecova Barbora Strýcová Simona Halep |
| Június 26. | AEGON International Eastbourne, Nagy Britannia WTA Premier $819,000 – Fű – 48E/32Q/16P         | Csan Jung-zsan Martina Hingis 6–3, 7–5               | Ashleigh Barty Casey Dellacqua       | Konta Johanna Heather Watson        | Angelique Kerber Szvetlana Kuznyecova Barbora Strýcová Simona Halep |

### Július
| Kezdés               | Torna | Győztesek                                        | Ellenfelek a döntőben             | Elődöntősök                           | Negyeddöntősök                                                             |
| -------------------- | --- | ------------------------------------------------ | --------------------------------- | ------------------------------------- | -------------------------------------------------------------------------- |
| Július 3. Július 10. | Wimbledon London, Nagy-Britannia Grand Slam $11,174,883 – Fű 128E/96Q/64P/16Q/48V Egyéni – Páros – Vegyes páros | Garbiñe Muguruza 7–5, 6–0                        | Venus Williams                    | Magdaléna Rybáriková Konta Johanna    | Szvetlana Kuznyecova Coco Vandeweghe Jeļena Ostapenko Simona Halep         |
| Július 3. Július 10. | Wimbledon London, Nagy-Britannia Grand Slam $11,174,883 – Fű 128E/96Q/64P/16Q/48V Egyéni – Páros – Vegyes páros | Jekatyerina Makarova Jelena Vesznyina 6–0, 6–0   | Csan Hao-csing Monica Niculescu   | Magdaléna Rybáriková Konta Johanna    | Szvetlana Kuznyecova Coco Vandeweghe Jeļena Ostapenko Simona Halep         |
| Július 3. Július 10. | Wimbledon London, Nagy-Britannia Grand Slam $11,174,883 – Fű 128E/96Q/64P/16Q/48V Egyéni – Páros – Vegyes páros | Jamie Murray Martina Hingis 6–4, 6–4             | Henri Kontinen Heather Watson     | Magdaléna Rybáriková Konta Johanna    | Szvetlana Kuznyecova Coco Vandeweghe Jeļena Ostapenko Simona Halep         |
| Július 17.           | BRD Bucharest Open Bukarest, Románia WTA International $250,000 – Salak (Vörös) – 32E/32Q/16P                   | Irina-Camelia Begu 6–3, 7–5                      | Julia Görges                      | Ana Bogdan Carla Suárez Navarro       | Anastasija Sevastova Alexandra Dulgheru Pauline Parmentier Tatjana Maria   |
| Július 17.           | BRD Bucharest Open Bukarest, Románia WTA International $250,000 – Salak (Vörös) – 32E/32Q/16P                   | Irina-Camelia Begu Raluca Olaru 6–3, 6–3         | Elise Mertens Demi Schuurs        | Ana Bogdan Carla Suárez Navarro       | Anastasija Sevastova Alexandra Dulgheru Pauline Parmentier Tatjana Maria   |
| Július 17.           | Ladies Championship Gstaad Gstaad, Svájc WTA International $250,000 – Salak (Vörös) – 32E/24Q/16P               | Kiki Bertens 6–4, 3–6, 6–1                       | Anett Kontaveit                   | Tereza Martincová Sara Sorribes Tormo | Antonia Lottner Carina Witthöft Tamara Korpatsch Johanna Larsson           |
| Július 17.           | Ladies Championship Gstaad Gstaad, Svájc WTA International $250,000 – Salak (Vörös) – 32E/24Q/16P               | Kiki Bertens Johanna Larsson 7–6(4), 4–6, [10–7] | Viktorija Golubic Nina Stojanović | Tereza Martincová Sara Sorribes Tormo | Antonia Lottner Carina Witthöft Tamara Korpatsch Johanna Larsson           |
| Július 24.           | Swedish Open Båstad, Svédország WTA International $250,000 – Salak (Vörös) – 32E/24Q/16P                        | Kateřina Siniaková 6–3, 6–4                      | Caroline Wozniacki                | Elise Mertens Caroline Garcia         | Katerina Kozlova Aleksandra Krunić Barbora Krejčíková Anastasija Sevastova |
| Július 24.           | Swedish Open Båstad, Svédország WTA International $250,000 – Salak (Vörös) – 32E/24Q/16P                        | Quirine Lemoine Arantxa Rus 3–6, 6–3, [10–8]     | María Irigoyen Barbora Krejčíková | Elise Mertens Caroline Garcia         | Katerina Kozlova Aleksandra Krunić Barbora Krejčíková Anastasija Sevastova |
| Július 24.           | Jiangxi Open Nancsang, Kína WTA International $250,000 – Kemény – 32E/24Q/16P                                   | Peng Suaj 6–3, 6–2                               | Hibino Nao                        | Vang Ja-fan Han Hszin-jün             | Hszie Su-vej Lu Csing-csing Arina Rodionova Csu Lin                        |
| Július 24.           | Jiangxi Open Nancsang, Kína WTA International $250,000 – Kemény – 32E/24Q/16P                                   | Csiang Hszin-jü Tang Csien-huj 6–3, 6–2          | Alla Kudrjavceva Arina Rodionova  | Vang Ja-fan Han Hszin-jün             | Hszie Su-vej Lu Csing-csing Arina Rodionova Csu Lin                        |
| Július 31.           | Bank of the West Classic Stanford, Amerikai Egyesült Államok WTA Premier $ – Kemény – 28E/16Q/16P               | Madison Keys 7-6(4), 6-4                         | Coco Vandeweghe                   | Garbiñe Muguruza Catherine Bellis     | Ana Konjuh Leszja Curenko Anasztaszija Pavljucsenkova Petra Kvitová        |
| Július 31.           | Bank of the West Classic Stanford, Amerikai Egyesült Államok WTA Premier $ – Kemény – 28E/16Q/16P               | Abigail Spears Coco Vandeweghe 6–2, 6–3          | Alizé Cornet Alicja Rosolska      | Garbiñe Muguruza Catherine Bellis     | Ana Konjuh Leszja Curenko Anasztaszija Pavljucsenkova Petra Kvitová        |
| Július 31.           | Citi Open Washington, Amerikai Egyesült Államok WTA International $250,000 – Kemény – 32E/16Q/16P               | Jekatyerina Makarova 3-6, 7-6(2), 6-0            | Julia Görges                      | Océane Dodin Andrea Petković          | Simona Halep Sabine Lisicki Monica Niculescu Bianca Andreescu              |
| Július 31.           | Citi Open Washington, Amerikai Egyesült Államok WTA International $250,000 – Kemény – 32E/16Q/16P               | Aojama Súko Renata Voráčová 6–3, 6–2             | Eugenie Bouchard Sloane Stephens  | Océane Dodin Andrea Petković          | Simona Halep Sabine Lisicki Monica Niculescu Bianca Andreescu              |

### Augusztus
| Kezdés                      | Torna | Győztesek                                       | Ellenfelek a döntőben             | Elődöntősök                       | Negyeddöntősök                                                     |
| --------------------------- | --- | ----------------------------------------------- | --------------------------------- | --------------------------------- | ------------------------------------------------------------------ |
| Augusztus 7.                | Rogers Cup Toronto, Kanada WTA Premier 5 $ – Kemény – 56E/48Q/28P                                                           | Elina Szvitolina 6–4, 6–0                       | Caroline Wozniacki                | Sloane Stephens Simona Halep      | Karolína Plíšková Lucie Šafářová Garbiñe Muguruza Caroline Garcia  |
| Augusztus 7.                | Rogers Cup Toronto, Kanada WTA Premier 5 $ – Kemény – 56E/48Q/28P                                                           | Jekatyerina Makarova Jelena Vesznyina 6–0, 6–4  | Anna-Lena Grönefeld Květa Peschke | Sloane Stephens Simona Halep      | Karolína Plíšková Lucie Šafářová Garbiñe Muguruza Caroline Garcia  |
| Augusztus 14.               | Western & Southern Open Cincinnati, Amerikai Egyesült Államok WTA Premier 5 $ – Kemény – 48E/32Q/28P                        | Garbiñe Muguruza 6–1, 6–0                       | Simona Halep                      | Karolína Plíšková Sloane Stephens | Caroline Wozniacki Szvetlana Kuznyecova Julia Görges Konta Johanna |
| Augusztus 14.               | Western & Southern Open Cincinnati, Amerikai Egyesült Államok WTA Premier 5 $ – Kemény – 48E/32Q/28P                        | Csan Jung-zsan Martina Hingis 4–6, 6–4, [10–7]  | Hszie Su-vej Monica Niculescu     | Karolína Plíšková Sloane Stephens | Caroline Wozniacki Szvetlana Kuznyecova Julia Görges Konta Johanna |
| Augusztus 21.               | Connecticut Open New Haven, Amerikai Egyesült Államok WTA Premier $ – Kemény – 30E/32Q/16P                                  | Daria Gavrilova 4–6, 6–3, 6–4                   | Dominika Cibulková                | Agnieszka Radwańska Elise Mertens | Peng Suaj Kirsten Flipkens Csang Suaj Anasztaszija Pavljucsenkova  |
| Augusztus 21.               | Connecticut Open New Haven, Amerikai Egyesült Államok WTA Premier $ – Kemény – 30E/32Q/16P                                  | Gabriela Dabrowski Hszü Ji-fan 3–6, 6–3, [10–8] | Ashleigh Barty Casey Dellacqua    | Agnieszka Radwańska Elise Mertens | Peng Suaj Kirsten Flipkens Csang Suaj Anasztaszija Pavljucsenkova  |
| Augusztus 28. Szeptember 4. | US Open New York, Amerikai Egyesült Államok Grand Slam $11,517,008 – Kemény 128E/128Q/64P/32V Egyéni – Páros – Vegyes páros | Sloane Stephens 6–3, 6–0                        | Madison Keys                      | CoCo Vandeweghe Venus Williams    | Karolína Plíšková Kaia Kanepi Petra Kvitová Anastasija Sevastova   |
| Augusztus 28. Szeptember 4. | US Open New York, Amerikai Egyesült Államok Grand Slam $11,517,008 – Kemény 128E/128Q/64P/32V Egyéni – Páros – Vegyes páros | Csan Jung-zsan Martina Hingis 6–3, 6–2          | Lucie Hradecká Kateřina Siniaková | CoCo Vandeweghe Venus Williams    | Karolína Plíšková Kaia Kanepi Petra Kvitová Anastasija Sevastova   |
| Augusztus 28. Szeptember 4. | US Open New York, Amerikai Egyesült Államok Grand Slam $11,517,008 – Kemény 128E/128Q/64P/32V Egyéni – Páros – Vegyes páros | Martina Hingis Jamie Murray 6–1, 4–6, [10–8]    | Csan Hao-csing Michael Venus      | CoCo Vandeweghe Venus Williams    | Karolína Plíšková Kaia Kanepi Petra Kvitová Anastasija Sevastova   |

### Szeptember
| Kezdés         | Torna                                                                                               | Győztesek                                           | Ellenfelek a döntőben              | Elődöntősök                         | Negyeddöntősök                                                        |
| -------------- | --------------------------------------------------------------------------------------------------- | --------------------------------------------------- | ---------------------------------- | ----------------------------------- | --------------------------------------------------------------------- |
| Szeptember 11. | Tournoi de Québec Québec, Kanada WTA International $250,000 – Szőnyeg (f) – 32E/24Q/16P             | Alison Van Uytvanck 5–7, 6–4, 6–1                   | Babos Tímea                        | Lucie Šafářová Tatjana Maria        | Lucie Hradecká Françoise Abanda Sachia Vickery Caroline Dolehide      |
| Szeptember 11. | Tournoi de Québec Québec, Kanada WTA International $250,000 – Szőnyeg (f) – 32E/24Q/16P             | Babos Tímea Andrea Hlaváčková 6–3, 6–1              | Bianca Andreescu Carson Branstine  | Lucie Šafářová Tatjana Maria        | Lucie Hradecká Françoise Abanda Sachia Vickery Caroline Dolehide      |
| Szeptember 11. | Japan Women's Open Tokió, Japán WTA International $250,000 – Kemény – 32E/32Q/16P                   | Zarina Dias 6–2, 7–5                                | Miyu Kato                          | Jana Fett Christina McHale          | Vang Csiang Aleksandra Krunić Elise Mertens Julija Putyinceva         |
| Szeptember 11. | Japan Women's Open Tokió, Japán WTA International $250,000 – Kemény – 32E/32Q/16P                   | Aojama Súko Jang Csao-hszüan 6–0, 2–6, [10–5]       | Monique Adamczak Storm Sanders     | Jana Fett Christina McHale          | Vang Csiang Aleksandra Krunić Elise Mertens Julija Putyinceva         |
| Szeptember 18. | Toray Pan Pacific Open Tokió, Japán WTA Premier $ – Kemény – 28E/32Q/16P                            | Caroline Wozniacki 6–0, 7–5                         | Anasztaszija Pavljucsenkova        | Garbiñe Muguruza Angelique Kerber   | Caroline Garcia Dominika Cibulková Barbora Strýcová Karolína Plíšková |
| Szeptember 18. | Toray Pan Pacific Open Tokió, Japán WTA Premier $ – Kemény – 28E/32Q/16P                            | Andreja Klepač María José Martínez Sánchez 6–3, 6–2 | Daria Gavrilova Darja Kaszatkina   | Garbiñe Muguruza Angelique Kerber   | Caroline Garcia Dominika Cibulková Barbora Strýcová Karolína Plíšková |
| Szeptember 18. | Korea Open Szöul, Dél-Korea WTA International $500,000 – Kemény – 32E/32Q/16P                       | Jeļena Ostapenko 6–7(5), 6–1, 6–4                   | Beatriz Haddad Maia                | Luksika Kumkhum Richèl Hogenkamp    | Verónica Cepede Royg Sorana Cîrstea Sara Sorribes Tormo Priscilla Hon |
| Szeptember 18. | Korea Open Szöul, Dél-Korea WTA International $500,000 – Kemény – 32E/32Q/16P                       | Kiki Bertens Johanna Larsson 6–4, 6–1               | Luksika Kumkhum Peangtarn Plipuech | Luksika Kumkhum Richèl Hogenkamp    | Verónica Cepede Royg Sorana Cîrstea Sara Sorribes Tormo Priscilla Hon |
| Szeptember 18. | Guangzhou International Women’s Open Kanton, Kína WTA International $250,000 – Kemény – 32E/24Q/16P | Csang Suaj 6–2, 3–6, 6–2                            | Aleksandra Krunić                  | Yanina Wickmayer Jevgenyija Rogyina | Alizé Cornet Rebecca Peterson Lizette Cabrera Katerina Kozlova        |
| Szeptember 18. | Guangzhou International Women’s Open Kanton, Kína WTA International $250,000 – Kemény – 32E/24Q/16P | Elise Mertens Demi Schuurs 6–2, 6–3                 | Monique Adamczak Storm Sanders     | Yanina Wickmayer Jevgenyija Rogyina | Alizé Cornet Rebecca Peterson Lizette Cabrera Katerina Kozlova        |
| Szeptember 25. | Wuhan Open Vuhan, Kína WTA Premier 5 $ – Kemény – 56E/32Q/28P                                       | Caroline Garcia 6–7(3), 7–6(4), 6–2                 | Ashleigh Barty                     | Jeļena Ostapenko María Szákari      | Garbiñe Muguruza Karolína Plíšková Alizé Cornet Jekatyerina Makarova  |
| Szeptember 25. | Wuhan Open Vuhan, Kína WTA Premier 5 $ – Kemény – 56E/32Q/28P                                       | Csan Jung-zsan Martina Hingis 7–6(5), 3–6, [10–4]   | Aojama Súko Jang Csao-hszüan       | Jeļena Ostapenko María Szákari      | Garbiñe Muguruza Karolína Plíšková Alizé Cornet Jekatyerina Makarova  |
| Szeptember 25. | Tashkent Open Taskent, Üzbegisztán WTA International $250,000 – Kemény – 32E/16Q/16P                | Katerina Bondarenko 6–4, 6–4                        | Babos Tímea                        | Vera Zvonarjova Arina Szabalenka    | Nara Kurumi Aleksandra Krunić Katerina Kozlova Stefanie Vögele        |
| Szeptember 25. | Tashkent Open Taskent, Üzbegisztán WTA International $250,000 – Kemény – 32E/16Q/16P                | Babos Tímea Andrea Hlaváčková 7–5, 6–4              | Hibino Nao Okszana Kalasnikova     | Vera Zvonarjova Arina Szabalenka    | Nara Kurumi Aleksandra Krunić Katerina Kozlova Stefanie Vögele        |

### Október
| Kezdés      | Torna                                                                                           | Győztesek                                            | Ellenfelek a döntőben             | Elődöntősök                            | Negyeddöntősök |
| ----------- | ----------------------------------------------------------------------------------------------- | ---------------------------------------------------- | --------------------------------- | -------------------------------------- | --- |
| Október 2.  | China Open Peking, Kína WTA Premier Mandatory $ – Kemény – 60E/32Q/28P                          | Caroline Garcia 6–4, 7–6(3)                          | Simona Halep                      | Petra Kvitová Jeļena Ostapenko         | Barbora Strýcová Elina Szvitolina Sorana Cîrstea Darja Kaszatkina |
| Október 2.  | China Open Peking, Kína WTA Premier Mandatory $ – Kemény – 60E/32Q/28P                          | Csan Jung-zsan Martina Hingis 6–1, 6–4               | Babos Tímea Andrea Hlaváčková     | Petra Kvitová Jeļena Ostapenko         | Barbora Strýcová Elina Szvitolina Sorana Cîrstea Darja Kaszatkina |
| Október 9.  | Tianjin Open Tiencsin, Kína WTA International $500,000 – Kemény – 32E/24Q/16P                   | Marija Sarapova 7–5, 7–6(8)                          | Arina Szabalenka                  | Peng Suaj Sara Errani                  | Stefanie Vögele Sara Sorribes Tormo Christina McHale Csu Lin |
| Október 9.  | Tianjin Open Tiencsin, Kína WTA International $500,000 – Kemény – 32E/24Q/16P                   | Irina-Camelia Begu Sara Errani 6–4, 6–3              | Dalila Jakupović Nina Stojanović  | Peng Suaj Sara Errani                  | Stefanie Vögele Sara Sorribes Tormo Christina McHale Csu Lin |
| Október 9.  | Hong Kong Open Hongkong WTA International $250,000 – Kemény – 32E/24Q/16P                       | Anasztaszija Pavljucsenkova 5-7, 6-3, 7-6(3)         | Daria Gavrilova                   | Jennifer Brady Vang Csiang             | Nicole Gibbs Lizette Cabrera Samantha Stosur Ószaka Naomi |
| Október 9.  | Hong Kong Open Hongkong WTA International $250,000 – Kemény – 32E/24Q/16P                       | Csan Hao-csing Csan Jung-zsan 6–1, 6–1               | Lu Csia-csing Vang Csiang         | Jennifer Brady Vang Csiang             | Nicole Gibbs Lizette Cabrera Samantha Stosur Ószaka Naomi |
| Október 9.  | Generali Ladies Linz Linz, Ausztria WTA International $250,000 – Kemény (f) – 32E/32Q/16P       | Barbora Strýcová 6–4, 6–1                            | Magdaléna Rybáriková              | Viktorija Golubic Mihaela Buzărnescu   | Sorana Cîrstea Johanna Larsson Belinda Bencic Tatjana Maria |
| Október 9.  | Generali Ladies Linz Linz, Ausztria WTA International $250,000 – Kemény (f) – 32E/32Q/16P       | Kiki Bertens Johanna Larsson 3–6, 6–3, [10–4]        | Natyela Dzalamidze Xenia Knoll    | Viktorija Golubic Mihaela Buzărnescu   | Sorana Cîrstea Johanna Larsson Belinda Bencic Tatjana Maria |
| Október 16. | Kremlin Cup Moszkva, Oroszország WTA Premier $ – Kemény (f) – 28E/32Q/16P                       | Julia Görges 6–1, 6–2                                | Darja Kaszatkina                  | Irina-Camelia Begu Natalja Vihljanceva | Aljakszandra Szasznovics Vera Lapko Alizé Cornet Leszja Curenko |
| Október 16. | Kremlin Cup Moszkva, Oroszország WTA Premier $ – Kemény (f) – 28E/32Q/16P                       | Babos Tímea Andrea Hlaváčková 6–2, 3–6, [10–3]       | Nicole Melichar Anna Smith        | Irina-Camelia Begu Natalja Vihljanceva | Aljakszandra Szasznovics Vera Lapko Alizé Cornet Leszja Curenko |
| Október 16. | BGL Luxembourg Open Luxembourg, Luxemburg WTA International $250,000 – Kemény (f) – 32E/32Q/16P | Carina Witthöft 6–3, 7–5                             | Mónica Puig                       | Elise Mertens Pauline Parmentier       | Naomi Broady Heather Watson Johanna Larsson Kiki Bertens |
| Október 16. | BGL Luxembourg Open Luxembourg, Luxemburg WTA International $250,000 – Kemény (f) – 32E/32Q/16P | Lesley Kerkhove Lidzija Marozava 6–7(4), 6–4, [10–6] | Eugenie Bouchard Kirsten Flipkens | Elise Mertens Pauline Parmentier       | Naomi Broady Heather Watson Johanna Larsson Kiki Bertens |
| Október 23. | WTA Finals Szingapúr Év végi világbajnokság $7,000,000 – Kemény (f) – 8E (KM)/8P                | Caroline Wozniacki 6–4, 6–4                          | Venus Williams                    | Karolína Plíšková Caroline Garcia      | Körmérkőzéses szakasz Elina Szvitolina Simona Halep Jeļena Ostapenko Garbiñe Muguruza                                                                                   |
| Október 23. | WTA Finals Szingapúr Év végi világbajnokság $7,000,000 – Kemény (f) – 8E (KM)/8P                | Babos Tímea Andrea Hlaváčková 4-6, 6-4, [10-5]       | Kiki Bertens Johanna Larsson      | Karolína Plíšková Caroline Garcia      | Körmérkőzéses szakasz Elina Szvitolina Simona Halep Jeļena Ostapenko Garbiñe Muguruza                                                                                   |
| Október 30. | WTA Elite Trophy Csuhaj, Kína Év végi bajnokság $2,214,500 – Kemény (f) – 12E (KM)/6P (KM)      | Julia Görges 7–5, 6–1                                | Coco Vandeweghe                   | Ashleigh Barty Anastasija Sevastova    | Körmérkőzéses szakasz Magdaléna Rybáriková Kristina Mladenovic Peng Suaj Jelena Vesznyina Barbora Strýcová Sloane Stephens Anasztaszija Pavljucsenkova Angelique Kerber |
| Október 30. | WTA Elite Trophy Csuhaj, Kína Év végi bajnokság $2,214,500 – Kemény (f) – 12E (KM)/6P (KM)      | Tuan Jing-jing Han Hszin-jün 6–2, 6–1                | Lu Csing-csing Csang Suaj         | Ashleigh Barty Anastasija Sevastova    | Körmérkőzéses szakasz Magdaléna Rybáriková Kristina Mladenovic Peng Suaj Jelena Vesznyina Barbora Strýcová Sloane Stephens Anasztaszija Pavljucsenkova Angelique Kerber |

### November
| Kezdés          | Torna                                                | Győztesek                       | Ellenfelek a döntőben | Elődöntősök | Negyeddöntősök |
| --------------- | ---------------------------------------------------- | ------------------------------- | --------------------- | ----------- | -------------- |
| November 11–12. | Fed-kupa döntő Minszk, Fehéroroszország – Kemény (f) | Amerikai Egyesült Államok · 3–2 | Fehéroroszország      |             |                |

## Statisztika
Az alábbi táblázat az egyéniben (E), párosban (P) és vegyes párosban (V) elért győzelmek számát mutatja játékosonként, illetve országonként. Az oszlopokban a feltüntetett színekkel vannak elkülönítve egymástól a Grand Slam-tornák, az év végi bajnokságok (WTA Finals és WTA Elite Trophy), a Premier tornák (Premier Mandatory, Premier 5, Premier) és az International tornák.
A játékosok/országok sorrendjét a következők határozzák meg: 1. győzelmek száma (azonos nemzetbeliek által megszerzett páros győzelem csak egyszer számít); 2. torna rangja (a táblázat szerinti sorrendben); 3. versenyszám (egyéni – páros – vegyes páros); 4. ábécésorrend.
| Grand Slam tornák     |
| Évvégi bajnokságok    |
| WTA Premier Mandatory |
| WTA Premier 5         |
| WTA Premier           |
| WTA International     |

### Győzelmek játékosonként
| Össz | Játékos                           | E | P | V | E | P | E | P | E | P | E | P | E | P | E | P  | V |
| ---- | --------------------------------- | - | - | - | - | - | - | - | - | - | - | - | - | - | - | -- | - |
| 11   | Martina Hingis (SUI)              |   | ● | ● |   |   |   | ● |   | ● |   | ● |   | ● | 0 | 9  | 2 |
| 11   | Csan Jung-zsan (TPE)              |   | ● |   |   |   |   | ● |   | ● |   | ● |   | ● | 0 | 11 | 0 |
| 7    | Babos Tímea (HUN)                 |   |   |   |   | ● |   |   |   |   |   | ● | ● | ● | 1 | 6  | 0 |
| 6    | Andrea Hlaváčková (CZE)           |   |   |   |   | ● |   |   |   |   |   | ● |   | ● | 0 | 6  | 0 |
| 6    | Kiki Bertens (NED)                |   |   |   |   |   |   |   |   |   |   |   | ● | ● | 2 | 4  | 0 |
| 5    | Elina Szvitolina (UKR)            |   |   |   |   |   |   |   | ● |   |   |   | ● |   | 5 | 0  | 0 |
| 4    | Bethanie Mattek-Sands (USA)       |   | ● |   |   |   |   |   |   |   |   | ● |   |   | 0 | 4  | 0 |
| 4    | Jeļena Ostapenko (LAT)            | ● |   |   |   |   |   |   |   |   |   | ● | ● |   | 2 | 2  | 0 |
| 4    | Jelena Vesznyina (RUS)            |   | ● |   |   |   | ● |   |   | ● |   |   |   |   | 1 | 3  | 0 |
| 4    | Jekatyerina Makarova (RUS)        |   | ● |   |   |   |   |   |   | ● |   |   | ● |   | 1 | 3  | 0 |
| 4    | Anasztaszija Pavljucsenkova (RUS) |   |   |   |   |   |   |   |   |   |   | ● | ● |   | 3 | 1  | 0 |
| 4    | Ashleigh Barty (AUS)              |   |   |   |   |   |   |   |   |   |   | ● | ● | ● | 1 | 3  | 0 |
| 4    | Johanna Larsson (SWE)             |   |   |   |   |   |   |   |   |   |   |   |   | ● | 0 | 4  | 0 |
| 3    | Lucie Šafářová (CZE)              |   | ● |   |   |   |   |   |   |   |   | ● |   |   | 0 | 3  | 0 |
| 3    | Gabriela Dabrowski (CAN)          |   |   | ● |   |   |   | ● |   |   |   | ● |   |   | 0 | 2  | 1 |
| 3    | Abigail Spears (USA)              |   |   | ● |   |   |   |   |   |   |   | ● |   |   | 0 | 2  | 1 |
| 3    | Karolína Plíšková (CZE)           |   |   |   |   |   |   |   |   |   | ● |   |   |   | 3 | 0  | 0 |
| 3    | Casey Dellacqua (AUS)             |   |   |   |   |   |   |   |   |   |   | ● |   | ● | 0 | 3  | 0 |
| 3    | Irina-Camelia Begu (ROU)          |   |   |   |   |   |   |   |   |   |   |   | ● | ● | 1 | 2  | 0 |
| 2    | Garbiñe Muguruza (ESP)            | ● |   |   |   |   |   |   | ● |   |   |   |   |   | 2 | 0  | 0 |
| 2    | Julia Görges (GER)                |   |   |   | ● |   |   |   |   |   | ● |   |   |   | 2 | 0  | 0 |
| 2    | Caroline Wozniacki (DEN)          |   |   |   | ● |   |   |   |   |   | ● |   |   |   | 2 | 0  | 0 |
| 2    | Caroline Garcia (FRA)             |   |   |   |   |   | ● |   | ● |   |   |   |   |   | 2 | 0  | 0 |
| 2    | Konta Johanna (GBR)               |   |   |   |   |   | ● |   |   |   | ● |   |   |   | 2 | 0  | 0 |
| 2    | Hszü Ji-fan (CHN)                 |   |   |   |   |   |   | ● |   |   |   | ● |   |   | 0 | 2  | 0 |
| 2    | Alicja Rosolska (POL)             |   |   |   |   |   |   |   |   |   |   | ● |   | ● | 0 | 2  | 0 |
| 2    | Kateřina Siniaková (CZE)          |   |   |   |   |   |   |   |   |   |   |   | ● |   | 2 | 0  | 0 |
| 2    | Elise Mertens (BEL)               |   |   |   |   |   |   |   |   |   |   |   | ● | ● | 1 | 1  | 0 |
| 2    | Peng Suaj (CHN)                   |   |   |   |   |   |   |   |   |   |   |   | ● | ● | 1 | 1  | 0 |
| 2    | Aojama Súko (JPN)                 |   |   |   |   |   |   |   |   |   |   |   |   | ● | 0 | 2  | 0 |
| 2    | Csan Hao-csing (TPE)              |   |   |   |   |   |   |   |   |   |   |   |   | ● | 0 | 2  | 0 |
| 2    | Hszie Su-vej (CHN)                |   |   |   |   |   |   |   |   |   |   |   |   | ● | 0 | 2  | 0 |
| 2    | Raluca Olaru (ROU)                |   |   |   |   |   |   |   |   |   |   |   |   | ● | 0 | 2  | 0 |
| 1    | Sloane Stephens (USA)             | ● |   |   |   |   |   |   |   |   |   |   |   |   | 1 | 0  | 0 |
| 1    | Serena Williams (USA)             | ● |   |   |   |   |   |   |   |   |   |   |   |   | 1 | 0  | 0 |
| 1    | Han Hszin-jün (CHN)               |   |   |   |   | ● |   |   |   |   |   |   |   |   | 0 | 1  | 0 |
| 1    | Tuan Jing-jing (CHN)              |   |   |   |   | ● |   |   |   |   |   |   |   |   | 0 | 1  | 0 |
| 1    | Simona Halep (ROU)                |   |   |   |   |   | ● |   |   |   |   |   |   |   | 1 | 0  | 0 |
| 1    | Daria Gavrilova (AUS)             |   |   |   |   |   |   |   |   |   | ● |   |   |   | 1 | 0  | 0 |
| 1    | Darja Kaszatkina (RUS)            |   |   |   |   |   |   |   |   |   | ● |   |   |   | 1 | 0  | 0 |
| 1    | Madison Keys (USA)                |   |   |   |   |   |   |   |   |   | ● |   |   |   | 1 | 0  | 0 |
| 1    | Petra Kvitová (CZE)               |   |   |   |   |   |   |   |   |   | ● |   |   |   | 1 | 0  | 0 |
| 1    | Kristina Mladenovic (FRA)         |   |   |   |   |   |   |   |   |   | ● |   |   |   | 1 | 0  | 0 |
| 1    | Laura Siegemund (GER)             |   |   |   |   |   |   |   |   |   | ● |   |   |   | 1 | 0  | 0 |
| 1    | Raquel Atawo (USA)                |   |   |   |   |   |   |   |   |   |   | ● |   |   | 0 | 1  | 0 |
| 1    | Andreja Klepač (SLO)              |   |   |   |   |   |   |   |   |   |   | ● |   |   | 0 | 1  | 0 |
| 1    | María José Martínez Sánchez (ESP) |   |   |   |   |   |   |   |   |   |   | ● |   |   | 0 | 1  | 0 |
| 1    | Szánija Mirza (IND)               |   |   |   |   |   |   |   |   |   |   | ● |   |   | 0 | 1  | 0 |
| 1    | Katarina Srebotnik (SLO)          |   |   |   |   |   |   |   |   |   |   | ● |   |   | 0 | 1  | 0 |
| 1    | Coco Vandeweghe (USA)             |   |   |   |   |   |   |   |   |   |   | ● |   |   | 0 | 1  | 0 |
| 1    | Mona Barthel (GER)                |   |   |   |   |   |   |   |   |   |   |   | ● |   | 1 | 0  | 0 |
| 1    | Katerina Bondarenko (UKR)         |   |   |   |   |   |   |   |   |   |   |   | ● |   | 1 | 0  | 0 |
| 1    | Lauren Davis (USA)                |   |   |   |   |   |   |   |   |   |   |   | ● |   | 1 | 0  | 0 |
| 1    | Zarina Dias (KAZ)                 |   |   |   |   |   |   |   |   |   |   |   | ● |   | 1 | 0  | 0 |
| 1    | Anett Kontaveit (EST)             |   |   |   |   |   |   |   |   |   |   |   | ● |   | 1 | 0  | 0 |
| 1    | Marija Sarapova (RUS)             |   |   |   |   |   |   |   |   |   |   |   | ● |   | 1 | 0  | 0 |
| 1    | Francesca Schiavone (ITA)         |   |   |   |   |   |   |   |   |   |   |   | ● |   | 1 | 0  | 0 |
| 1    | Anastasija Sevastova (LAT)        |   |   |   |   |   |   |   |   |   |   |   | ● |   | 1 | 0  | 0 |
| 1    | Samantha Stosur (AUS)             |   |   |   |   |   |   |   |   |   |   |   | ● |   | 1 | 0  | 0 |
| 1    | Barbora Strýcová (CZE)            |   |   |   |   |   |   |   |   |   |   |   | ● |   | 1 | 0  | 0 |
| 1    | Leszja Curenko (UKR)              |   |   |   |   |   |   |   |   |   |   |   | ● |   | 1 | 0  | 0 |
| 1    | Alison Van Uytvanck (BEL)         |   |   |   |   |   |   |   |   |   |   |   | ● |   | 1 | 0  | 0 |
| 1    | Donna Vekić (CRO)                 |   |   |   |   |   |   |   |   |   |   |   | ● |   | 1 | 0  | 0 |
| 1    | Markéta Vondroušová (CZE)         |   |   |   |   |   |   |   |   |   |   |   | ● |   | 1 | 0  | 0 |
| 1    | Carina Witthöft (GER)             |   |   |   |   |   |   |   |   |   |   |   | ● |   | 1 | 0  | 0 |
| 1    | Csang Suaj (CHN)                  |   |   |   |   |   |   |   |   |   |   |   | ● |   | 1 | 0  | 0 |
| 1    | Monique Adamczak (AUS)            |   |   |   |   |   |   |   |   |   |   |   |   | ● | 0 | 1  | 0 |
| 1    | Dominika Cibulková (SVK)          |   |   |   |   |   |   |   |   |   |   |   |   | ● | 0 | 1  | 0 |
| 1    | Csiang Hszin-jü (CHN)             |   |   |   |   |   |   |   |   |   |   |   |   | ● | 0 | 1  | 0 |
| 1    | Sara Errani (ITA)                 |   |   |   |   |   |   |   |   |   |   |   |   | ● | 0 | 1  | 0 |
| 1    | Kirsten Flipkens (SVK)            |   |   |   |   |   |   |   |   |   |   |   |   | ● | 0 | 1  | 0 |
| 1    | Anna-Lena Grönefeld (GER)         |   |   |   |   |   |   |   |   |   |   |   |   | ● | 0 | 1  | 0 |
| 1    | Beatriz Haddad Maia (BRA)         |   |   |   |   |   |   |   |   |   |   |   |   | ● | 0 | 1  | 0 |
| 1    | Hibino Nao (JPN)                  |   |   |   |   |   |   |   |   |   |   |   |   | ● | 0 | 1  | 0 |
| 1    | Dalila Jakupović (SLO)            |   |   |   |   |   |   |   |   |   |   |   |   | ● | 0 | 1  | 0 |
| 1    | Jang Csao-hszüan (CHN)            |   |   |   |   |   |   |   |   |   |   |   |   | ● | 0 | 1  | 0 |
| 1    | Darija Jurak (CRO)                |   |   |   |   |   |   |   |   |   |   |   |   | ● | 0 | 1  | 0 |
| 1    | Okszana Kalasnikova (GEO)         |   |   |   |   |   |   |   |   |   |   |   |   | ● | 0 | 1  | 0 |
| 1    | Lesley Kerkhove (NED)             |   |   |   |   |   |   |   |   |   |   |   |   | ● | 0 | 1  | 0 |
| 1    | Nagyija Kicsenok (UKR)            |   |   |   |   |   |   |   |   |   |   |   |   | ● | 0 | 1  | 0 |
| 1    | Quirine Lemoine (NED)             |   |   |   |   |   |   |   |   |   |   |   |   | ● | 0 | 1  | 0 |
| 1    | Lidzija Marozava (BLR)            |   |   |   |   |   |   |   |   |   |   |   |   | ● | 0 | 1  | 0 |
| 1    | Nicole Melichar (USA)             |   |   |   |   |   |   |   |   |   |   |   |   | ● | 0 | 1  | 0 |
| 1    | Monica Niculescu (ROU)            |   |   |   |   |   |   |   |   |   |   |   |   | ● | 0 | 1  | 0 |
| 1    | Květa Peschke (CZE)               |   |   |   |   |   |   |   |   |   |   |   |   | ● | 0 | 1  | 0 |
| 1    | Nadia Podoroska (ARG)             |   |   |   |   |   |   |   |   |   |   |   |   | ● | 0 | 1  | 0 |
| 1    | Anastasia Rodionova (AUS)         |   |   |   |   |   |   |   |   |   |   |   |   | ● | 0 | 1  | 0 |
| 1    | Arantxa Rus (NED)                 |   |   |   |   |   |   |   |   |   |   |   |   | ● | 0 | 1  | 0 |
| 1    | Storm Sanders (AUS)               |   |   |   |   |   |   |   |   |   |   |   |   | ● | 0 | 1  | 0 |
| 1    | Olha Szavcsuk (UKR)               |   |   |   |   |   |   |   |   |   |   |   |   | ● | 0 | 1  | 0 |
| 1    | Demi Schuurs (NED)                |   |   |   |   |   |   |   |   |   |   |   |   | ● | 0 | 1  | 0 |
| 1    | Anna Smith (GBR)                  |   |   |   |   |   |   |   |   |   |   |   |   | ● | 0 | 1  | 0 |
| 1    | Tang Csien-huj (CHN)              |   |   |   |   |   |   |   |   |   |   |   |   | ● | 0 | 1  | 0 |
| 1    | Renata Voráčová (CZE)             |   |   |   |   |   |   |   |   |   |   |   |   | ● | 0 | 1  | 0 |

### Győzelmek országonként
| Össz | Ország                    | E | P | V | E | P | E | P | E | P | E | P | E | P | E | P  | V |
| ---- | ------------------------- | - | - | - | - | - | - | - | - | - | - | - | - | - | - | -- | - |
| 19   | Csehország                |   | 2 |   |   | 1 |   |   |   |   | 4 | 2 | 4 | 6 | 8 | 11 | 0 |
| 13   | Amerikai Egyesült Államok | 2 | 2 | 1 |   |   |   |   |   |   | 1 | 5 | 1 | 1 | 4 | 8  | 1 |
| 13   | Tajvan                    |   | 1 |   |   |   |   | 3 |   | 3 |   | 1 |   | 5 | 0 | 13 | 0 |
| 11   | Svájc                     |   | 1 | 2 |   |   |   | 3 |   | 3 |   | 1 |   | 1 | 0 | 9  | 2 |
| 11   | Oroszország               |   | 1 |   |   |   | 1 |   |   | 2 | 1 | 1 | 5 |   | 7 | 4  | 0 |
| 9    | Ukrajna                   |   |   |   |   |   |   |   | 2 |   | 1 |   | 4 | 2 | 7 | 2  | 0 |
| 9    | Hollandia                 |   |   |   |   |   |   |   |   |   |   |   | 2 | 7 | 2 | 7  | 0 |
| 8    | Kína                      |   |   |   |   | 1 |   | 1 |   |   |   | 1 | 2 | 3 | 2 | 6  | 0 |
| 8    | Ausztrália                |   |   |   |   |   |   |   |   |   | 1 | 1 | 2 | 4 | 3 | 5  | 0 |
| 7    | Magyarország              |   |   |   |   | 1 |   |   |   |   |   | 2 | 1 | 3 | 1 | 6  | 0 |
| 6    | Németország               |   |   |   | 1 |   |   |   |   |   | 2 |   | 2 | 1 | 5 | 1  | 0 |
| 6    | Románia                   |   |   |   |   |   | 1 |   |   |   |   |   | 1 | 4 | 2 | 4  | 0 |
| 5    | Lettország                | 1 |   |   |   |   |   |   |   |   |   | 2 | 2 |   | 3 | 2  | 0 |
| 4    | Belgium                   |   |   |   |   |   |   |   |   |   |   |   | 2 | 2 | 2 | 2  | 0 |
| 4    | Svédország                |   |   |   |   |   |   |   |   |   |   |   |   | 4 | 0 | 4  | 0 |
| 3    | Spanyolország             | 1 |   |   |   |   |   |   | 1 |   |   | 1 |   |   | 2 | 1  | 0 |
| 3    | Franciaország             |   |   |   |   |   | 1 |   | 1 |   | 1 |   |   |   | 3 | 0  | 0 |
| 3    | Kanada                    |   |   | 1 |   |   |   | 1 |   |   |   | 1 |   |   | 0 | 2  | 1 |
| 3    | Egyesült Királyság        |   |   |   |   |   | 1 |   |   |   | 1 |   |   | 1 | 2 | 1  | 0 |
| 3    | Szlovénia                 |   |   |   |   |   |   |   |   |   |   | 2 |   | 1 | 0 | 3  | 0 |
| 3    | Japán                     |   |   |   |   |   |   |   |   |   |   |   |   | 3 | 0 | 3  | 0 |
| 2    | Dánia                     |   |   |   | 1 |   |   |   |   |   | 1 |   |   |   | 2 | 0  | 0 |
| 2    | Lengyelország             |   |   |   |   |   |   |   |   |   |   | 1 |   | 1 | 0 | 2  | 0 |
| 2    | Olaszország               |   |   |   |   |   |   |   |   |   |   |   | 1 | 1 | 1 | 1  | 0 |
| 1    | Kanada                    |   |   |   |   |   |   | 1 |   |   |   |   |   |   | 0 | 1  | 0 |
| 1    | India                     |   |   |   |   |   |   |   |   |   |   | 1 |   |   | 0 | 1  | 0 |
| 1    | Horvátország              |   |   |   |   |   |   |   |   |   |   |   | 1 |   | 1 | 0  | 0 |
| 1    | Észtország                |   |   |   |   |   |   |   |   |   |   |   | 1 |   | 1 | 0  | 0 |
| 1    | Kazahsztán                |   |   |   |   |   |   |   |   |   |   |   | 1 |   | 1 | 0  | 0 |
| 1    | Argentína                 |   |   |   |   |   |   |   |   |   |   |   |   | 1 | 0 | 1  | 0 |
| 1    | Brazília                  |   |   |   |   |   |   |   |   |   |   |   |   | 1 | 0 | 1  | 0 |
| 1    | Fehéroroszország          |   |   |   |   |   |   |   |   |   |   |   |   | 1 | 0 | 1  | 0 |
| 1    | Horvátország              |   |   |   |   |   |   |   |   |   |   |   |   | 1 | 0 | 1  | 0 |
| 1    | Grúzia                    |   |   |   |   |   |   |   |   |   |   |   |   | 1 | 0 | 1  | 0 |
| 1    | Szlovákia                 |   |   |   |   |   |   |   |   |   |   |   |   | 1 | 0 | 1  | 0 |

### Első győzelmek
Az alábbi játékosok pályafutásuk első WTA-győzelmét szerezték az adott versenyszámban 2017-ben:
Egyéni
- Lauren Davis – Auckland (ASB Classic)
- Kateřina Siniaková – Shenzhen (Shenzhen Open)
- Elise Mertens – Hobart (Moorilla Hobart International)
- Kristina Mladenovic – Szentpétervár (St. Petersburg Ladies Trophy)
- Ashleigh Barty – Kuala Lumpur (Malaysian Open)
- Darja Kaszatkina – Charleston (WTA Charleston)
- Markéta Vondroušová – Biel (Ladies Open Biel Bienne)
- Jeļena Ostapenko – Roland Garros (2017-es Roland Garros – női egyes)
- Anett Kontaveit – ’s-Hertogenbosch (Topshelf Open)
- Daria Gavrilova – New Haven (Connecticut Open)
- Zarina Dias – Tokió (Japan Women's Open)
- Alison Van Uytvanck – Québec (Tournoi de Québec)
- Carina Witthöft – Luxembourg (BGL Luxembourg Open)

Páros
- Jeļena Ostapenko – Szentpétervár (St. Petersburg Ladies Trophy)
- Hibino Nao – Monterrey (Monterrey Open)
- Nadia Podoroska – Bogotá (Copa Colsanitas)
- Dalila Jakupović – Isztambul (Istanbul Cup)
- Nicole Melichar – Nürnberg (Nürnberger Versicherungs Cup)
- Anna Smith – Nürnberg (Nürnberger Versicherungs Cup)
- Dominika Cibulková – ’s-Hertogenbosch (Topshelf Open)
- Monique Adamczak – Nottingham (Aegon Open Nottingham)
- Storm Sanders – Nottingham (Aegon Open Nottingham)
- Csiang Hszin-jü – Nancsang (Jiangxi International Women's Tennis Open)
- Tang Csien-huj – Nancsang (Jiangxi International Women's Tennis Open)
- Lesley Kerkhove – Luxembourg (BGL Luxembourg Open)
- Lidzija Marozava – Luxembourg (BGL Luxembourg Open)
- Tuan Jing-jing – Csuhaj (WTA Elite Trophy)

Vegyes páros
- Abigail Spears – Australian Open (2017-es Australian Open – vegyes páros)
- Gabriela Dabrowski – Roland Garros (2017-es Roland Garros – vegyes páros)

### Címvédések
Az alábbi játékosok az adott tornán megvédték 2016-ban megszerzett címüket:
Egyéni
- Simona Halep – Madrid (Mutua Madrid Open)
- Kiki Bertens – Nürnberg (Nürnberger Versicherungs Cup)
- Caroline Wozniacki – Tokió (Toray Pan Pacific Open)

Páros
- Szánija Mirza – Brisbane (Brisbane International)
- Csan Hao-csing – Kaohsziang (Taiwan Open), Hongkong (Hong Kong Open)
- Csan Jung-zsan – Kaohsziang (Taiwan Open), Hongkong (Hong Kong Open)
- Martina Hingis – Róma (Internazionali BNL d'Italia)
- Abigail Spears – Stanford (Bank of the West Classic)
- Jekatyerina Makarova – Toronto/Montréal (Rogers Cup)
- Jelena Vesznyina – Toronto/Montréal (Rogers Cup)
- Aojama Súko – Tokió (Japan Women's Open)
- Andrea Hlaváčková – Québec (Tournoi de Québec)
- Johanna Larsson – Szöul (Korea Open), Linz (Generali Ladies Linz)
- Kiki Bertens – Linz (Generali Ladies Linz)

### Top 10 belépők
Az alábbi játékosok pályafutásuk során először kerültek a világranglista első 10 helyezettje közé:
Egyéni
- Elina Szvitolina (belépés a 10. helyre február 27-én)
- Jeļena Ostapenko (belépés a 10. helyre szeptember 11-én)
- Caroline Garcia (belépés a 9. helyre október 9-én)
- Kristina Mladenovic (belépés a 10. helyre október 23-án)
- Coco Vandeweghe (belépés a 10. helyre november 6-án)

Páros
- Barbora Strýcová (belépés a 10. helyre március 20-án)

## Ranglisták
A naptári évre szóló ranglistán (race) az előző szezon zárásától (az éljátékosok esetében 2017-ben) szerzett pontokat tartják számon, s az októberben megrendezésre kerülő világbajnokságra való kijutás függ tőle. A WTA-világranglista az előző 52 hét versenyein szerzett pontokat veszi figyelembe, a következő szisztéma alapján: egyéniben maximum 16, párosban 11 tornát lehet beszámítani, amelyekbe mindenképpen beletartoznak a Grand Slam-tornák, a Premier Mandatory-versenyek és a WTA Tour Championships, valamint a világranglista első húsz helyezettje számára a Premier 5-ös versenyeken elért két legjobb eredmény is.

### Egyéni
Az alábbi két táblázat a race (az előző WTA Finals döntője után szerzett pontok száma) és a világranglista (az előző 52 héten szerzett pontok száma) állását mutatja be egyéniben az első harminc játékossal. (Sárga alászínezéssel az évvégi világbajnokságra bejutott versenyzők. Zöld alászínezéssel a 2017-es WTA Finals megnyerésével a WTA 2017. évi világbajnoka.)
Rövidítések az év végi végeredménynél: 2016 h. – a 2016. év végi helyezés; Max – a 2017-ben elért legjobb helyezés; Min – a 2017-ben elért legrosszabb helyezés; '16→'17 – a helyezés változása a 2016. év végi helyezéshez képest.
| WTA világbajnokságra bejutás végeredménye 2017. október 23-án | WTA világbajnokságra bejutás végeredménye 2017. október 23-án | WTA világbajnokságra bejutás végeredménye 2017. október 23-án | WTA világbajnokságra bejutás végeredménye 2017. október 23-án | WTA világbajnokságra bejutás végeredménye 2017. október 23-án |
| #                                                             | Vált.                                                         | Játékos                                                       | Pont                                                          | Tornák                                                        |
| ------------------------------------------------------------- | ------------------------------------------------------------- | ------------------------------------------------------------- | ------------------------------------------------------------- | ------------------------------------------------------------- |
| 1                                                             | Állandó                                                       | Simona Halep (ROU)                                            | 5675                                                          | 17                                                            |
| 2                                                             | Állandó                                                       | Garbiñe Muguruza (ESP)                                        | 5635                                                          | 20                                                            |
| 3                                                             | Állandó                                                       | Karolína Plíšková (CZE)                                       | 5105                                                          | 19                                                            |
| 4                                                             | Állandó                                                       | Elina Szvitolina (UKR)                                        | 5000                                                          | 18                                                            |
| 5                                                             | Állandó                                                       | Venus Williams (USA)                                          | 4642                                                          | 15                                                            |
| 6                                                             | Állandó                                                       | Caroline Wozniacki (DEN)                                      | 4640                                                          | 22                                                            |
| 7                                                             | Állandó                                                       | Jeļena Ostapenko (LAT)                                        | 4510                                                          | 20                                                            |
| 8                                                             | Állandó                                                       | Caroline Garcia (FRA)                                         | 3795                                                          | 23                                                            |
| 9                                                             | Állandó                                                       | Konta Johanna (GBR)                                           | 3610                                                          | 20                                                            |
| 10                                                            | Állandó                                                       | Kristina Mladenovic (FRA)                                     | 2885                                                          | 24                                                            |
| 11                                                            | Állandó                                                       | Szvetlana Kuznyecova (RUS)                                    | 2856                                                          | 17                                                            |
| 12                                                            | Állandó                                                       | Coco Vandeweghe (USA)                                         | 2819                                                          | 17                                                            |
| 13                                                            | Állandó                                                       | Sloane Stephens (USA)                                         | 2722                                                          | 10                                                            |
| 14                                                            | Állandó                                                       | Anasztaszija Pavljucsenkova (RUS)                             | 2425                                                          | 25                                                            |
| 15                                                            | Állandó                                                       | Anastasija Sevastova (LAT)                                    | 2295                                                          | 24                                                            |
| 16                                                            | Állandó                                                       | Madison Keys (USA)                                            | 2213                                                          | 14                                                            |
| 17                                                            | Állandó                                                       | Jelena Vesznyina (RUS)                                        | 2195                                                          | 24                                                            |
| 18                                                            | 10                                                            | Julia Görges (GER)                                            | 2060                                                          | 23                                                            |
| 19                                                            | 1                                                             | Angelique Kerber (GER)                                        | 2042                                                          | 21                                                            |
| 20                                                            | 1                                                             | Ashleigh Barty (AUS)                                          | 2031                                                          | 17                                                            |
| 21                                                            | Állandó                                                       | Magdaléna Rybáriková (SVK)                                    | 1999                                                          | 19                                                            |
| 22                                                            | 2                                                             | Barbora Strýcová (CZE)                                        | 1965                                                          | 24                                                            |
| 23                                                            | 3                                                             | Darja Kaszatkina (RUS)                                        | 1950                                                          | 22                                                            |
| 24                                                            | 2                                                             | Daria Gavrilova (AUS)                                         | 1865                                                          | 23                                                            |
| 25                                                            | 2                                                             | Dominika Cibulková (SVK)                                      | 1860                                                          | 22                                                            |
| 26                                                            | 2                                                             | Peng Suaj (CHN)                                               | 1745                                                          | 26                                                            |
| 27                                                            | 2                                                             | Agnieszka Radwańska (POL)                                     | 1715                                                          | 20                                                            |
| 28                                                            | 1                                                             | Petra Kvitová (CZE)                                           | 1653                                                          | 15                                                            |
| 29                                                            | 1                                                             | Lucie Šafářová (CZE)                                          | 1650                                                          | 20                                                            |
| 30                                                            | Állandó                                                       | Kiki Bertens (NED)                                            | 1610                                                          | 28                                                            |

| Bajnok |

| 1  | Simona Halep (ROU)                | 6175 | 18 | 4   | 1  | 8   | 3       |
| 2  | Garbiñe Muguruza (ESP)            | 6135 | 21 | 7   | 1  | 15  | 5       |
| 3  | Caroline Wozniacki (DEN)          | 6015 | 23 | 19  | 3  | 20  | 16      |
| 4  | Karolína Plíšková (CZE)           | 5730 | 20 | 6   | 1  | 6   | 2       |
| 5  | Venus Williams (USA)              | 5597 | 16 | 17  | 5  | 17  | 12      |
| 6  | Elina Szvitolina (UKR)            | 5500 | 19 | 14  | 3  | 14  | 8       |
| 7  | Jeļena Ostapenko (LAT)            | 5010 | 21 | 44  | 7  | 71  | 37      |
| 8  | Caroline Garcia (FRA)             | 4420 | 24 | 23  | 8  | 29  | 15      |
| 9  | Konta Johanna (GBR)               | 3555 | 21 | 10  | 4  | 11  | 1       |
| 10 | Coco Vandeweghe (USA)             | 3258 | 18 | 37  | 10 | 38  | 27      |
| 11 | Kristina Mladenovic (FRA)         | 2935 | 26 | 42  | 10 | 51  | 31      |
| 12 | Szvetlana Kuznyecova (RUS)        | 2855 | 18 | 9   | 7  | 12  | 3       |
| 13 | Sloane Stephens (USA)             | 2802 | 11 | 36  | 13 | 957 | 23      |
| 14 | Julia Görges (GER)                | 2655 | 24 | 54  | 14 | 57  | 40      |
| 15 | Anasztaszija Pavljucsenkova (RUS) | 2485 | 26 | 28  | 14 | 27  | 13      |
| 16 | Anastasija Sevastova (LAT)        | 2475 | 25 | 35  | 15 | 35  | 19      |
| 17 | Ashleigh Barty (AUS)              | 2251 | 18 | 325 | 17 | 271 | 308     |
| 18 | Jelena Vesznyina (RUS)            | 2220 | 25 | 16  | 13 | 21  | 2       |
| 19 | Madison Keys (USA)                | 2213 | 15 | 8   | 8  | 21  | 11      |
| 20 | Magdaléna Rybáriková (SVK)        | 2141 | 20 | 156 | 20 | 453 | 136     |
| 21 | Angelique Kerber (GER)            | 2121 | 22 | 1   | 1  | 21  | 20      |
| 22 | Serena Williams (USA)             | 2030 | 10 | 2   | 1  | 24  | 20      |
| 23 | Barbora Strýcová (CZE)            | 2025 | 25 | 20  | 16 | 29  | 3       |
| 24 | Darja Kaszatkina (RUS)            | 1950 | 22 | 27  | 24 | 42  | 3       |
| 25 | Daria Gavrilova (AUS)             | 1865 | 23 | 25  | 20 | 33  | Állandó |
| 26 | Dominika Cibulková (SVK)          | 1860 | 22 | 5   | 4  | 26  | 21      |
| 27 | Peng Suaj (CHN)                   | 1770 | 27 | 103 | 23 | 83  | 76      |
| 28 | Agnieszka Radwańska (POL)         | 1715 | 20 | 3   | 3  | 28  | 25      |
| 29 | Petra Kvitová (CZE)               | 1653 | 15 | 11  | 11 | 29  | 18      |
| 30 | Lucie Šafářová (CZE)              | 1650 | 20 | 63  | 28 | 62  | 33      |

| WTA világbajnokságra bejutás végeredménye 2017. október 23-án | WTA világbajnokságra bejutás végeredménye 2017. október 23-án | WTA világbajnokságra bejutás végeredménye 2017. október 23-án | WTA világbajnokságra bejutás végeredménye 2017. október 23-án | WTA világbajnokságra bejutás végeredménye 2017. október 23-án |
| #                                                             | Vált.                                                         | Játékos                                                       | Pont                                                          | Tornák                                                        |
| ------------------------------------------------------------- | ------------------------------------------------------------- | ------------------------------------------------------------- | ------------------------------------------------------------- | ------------------------------------------------------------- |
| 1                                                             | Állandó                                                       | Simona Halep (ROU)                                            | 5675                                                          | 17                                                            |
| 2                                                             | Állandó                                                       | Garbiñe Muguruza (ESP)                                        | 5635                                                          | 20                                                            |
| 3                                                             | Állandó                                                       | Karolína Plíšková (CZE)                                       | 5105                                                          | 19                                                            |
| 4                                                             | Állandó                                                       | Elina Szvitolina (UKR)                                        | 5000                                                          | 18                                                            |
| 5                                                             | Állandó                                                       | Venus Williams (USA)                                          | 4642                                                          | 15                                                            |
| 6                                                             | Állandó                                                       | Caroline Wozniacki (DEN)                                      | 4640                                                          | 22                                                            |
| 7                                                             | Állandó                                                       | Jeļena Ostapenko (LAT)                                        | 4510                                                          | 20                                                            |
| 8                                                             | Állandó                                                       | Caroline Garcia (FRA)                                         | 3795                                                          | 23                                                            |
| 9                                                             | Állandó                                                       | Konta Johanna (GBR)                                           | 3610                                                          | 20                                                            |
| 10                                                            | Állandó                                                       | Kristina Mladenovic (FRA)                                     | 2885                                                          | 24                                                            |
| 11                                                            | Állandó                                                       | Szvetlana Kuznyecova (RUS)                                    | 2856                                                          | 17                                                            |
| 12                                                            | Állandó                                                       | Coco Vandeweghe (USA)                                         | 2819                                                          | 17                                                            |
| 13                                                            | Állandó                                                       | Sloane Stephens (USA)                                         | 2722                                                          | 10                                                            |
| 14                                                            | Állandó                                                       | Anasztaszija Pavljucsenkova (RUS)                             | 2425                                                          | 25                                                            |
| 15                                                            | Állandó                                                       | Anastasija Sevastova (LAT)                                    | 2295                                                          | 24                                                            |
| 16                                                            | Állandó                                                       | Madison Keys (USA)                                            | 2213                                                          | 14                                                            |
| 17                                                            | Állandó                                                       | Jelena Vesznyina (RUS)                                        | 2195                                                          | 24                                                            |
| 18                                                            | 10                                                            | Julia Görges (GER)                                            | 2060                                                          | 23                                                            |
| 19                                                            | 1                                                             | Angelique Kerber (GER)                                        | 2042                                                          | 21                                                            |
| 20                                                            | 1                                                             | Ashleigh Barty (AUS)                                          | 2031                                                          | 17                                                            |
| 21                                                            | Állandó                                                       | Magdaléna Rybáriková (SVK)                                    | 1999                                                          | 19                                                            |
| 22                                                            | 2                                                             | Barbora Strýcová (CZE)                                        | 1965                                                          | 24                                                            |
| 23                                                            | 3                                                             | Darja Kaszatkina (RUS)                                        | 1950                                                          | 22                                                            |
| 24                                                            | 2                                                             | Daria Gavrilova (AUS)                                         | 1865                                                          | 23                                                            |
| 25                                                            | 2                                                             | Dominika Cibulková (SVK)                                      | 1860                                                          | 22                                                            |
| 26                                                            | 2                                                             | Peng Suaj (CHN)                                               | 1745                                                          | 26                                                            |
| 27                                                            | 2                                                             | Agnieszka Radwańska (POL)                                     | 1715                                                          | 20                                                            |
| 28                                                            | 1                                                             | Petra Kvitová (CZE)                                           | 1653                                                          | 15                                                            |
| 29                                                            | 1                                                             | Lucie Šafářová (CZE)                                          | 1650                                                          | 20                                                            |
| 30                                                            | Állandó                                                       | Kiki Bertens (NED)                                            | 1610                                                          | 28                                                            |

| Bajnok |

| 1  | Simona Halep (ROU)                | 6175 | 18 | 4   | 1  | 8   | 3       |
| 2  | Garbiñe Muguruza (ESP)            | 6135 | 21 | 7   | 1  | 15  | 5       |
| 3  | Caroline Wozniacki (DEN)          | 6015 | 23 | 19  | 3  | 20  | 16      |
| 4  | Karolína Plíšková (CZE)           | 5730 | 20 | 6   | 1  | 6   | 2       |
| 5  | Venus Williams (USA)              | 5597 | 16 | 17  | 5  | 17  | 12      |
| 6  | Elina Szvitolina (UKR)            | 5500 | 19 | 14  | 3  | 14  | 8       |
| 7  | Jeļena Ostapenko (LAT)            | 5010 | 21 | 44  | 7  | 71  | 37      |
| 8  | Caroline Garcia (FRA)             | 4420 | 24 | 23  | 8  | 29  | 15      |
| 9  | Konta Johanna (GBR)               | 3555 | 21 | 10  | 4  | 11  | 1       |
| 10 | Coco Vandeweghe (USA)             | 3258 | 18 | 37  | 10 | 38  | 27      |
| 11 | Kristina Mladenovic (FRA)         | 2935 | 26 | 42  | 10 | 51  | 31      |
| 12 | Szvetlana Kuznyecova (RUS)        | 2855 | 18 | 9   | 7  | 12  | 3       |
| 13 | Sloane Stephens (USA)             | 2802 | 11 | 36  | 13 | 957 | 23      |
| 14 | Julia Görges (GER)                | 2655 | 24 | 54  | 14 | 57  | 40      |
| 15 | Anasztaszija Pavljucsenkova (RUS) | 2485 | 26 | 28  | 14 | 27  | 13      |
| 16 | Anastasija Sevastova (LAT)        | 2475 | 25 | 35  | 15 | 35  | 19      |
| 17 | Ashleigh Barty (AUS)              | 2251 | 18 | 325 | 17 | 271 | 308     |
| 18 | Jelena Vesznyina (RUS)            | 2220 | 25 | 16  | 13 | 21  | 2       |
| 19 | Madison Keys (USA)                | 2213 | 15 | 8   | 8  | 21  | 11      |
| 20 | Magdaléna Rybáriková (SVK)        | 2141 | 20 | 156 | 20 | 453 | 136     |
| 21 | Angelique Kerber (GER)            | 2121 | 22 | 1   | 1  | 21  | 20      |
| 22 | Serena Williams (USA)             | 2030 | 10 | 2   | 1  | 24  | 20      |
| 23 | Barbora Strýcová (CZE)            | 2025 | 25 | 20  | 16 | 29  | 3       |
| 24 | Darja Kaszatkina (RUS)            | 1950 | 22 | 27  | 24 | 42  | 3       |
| 25 | Daria Gavrilova (AUS)             | 1865 | 23 | 25  | 20 | 33  | Állandó |
| 26 | Dominika Cibulková (SVK)          | 1860 | 22 | 5   | 4  | 26  | 21      |
| 27 | Peng Suaj (CHN)                   | 1770 | 27 | 103 | 23 | 83  | 76      |
| 28 | Agnieszka Radwańska (POL)         | 1715 | 20 | 3   | 3  | 28  | 25      |
| 29 | Petra Kvitová (CZE)               | 1653 | 15 | 11  | 11 | 29  | 18      |
| 30 | Lucie Šafářová (CZE)              | 1650 | 20 | 63  | 28 | 62  | 33      |

#### Világranglistát vezetők
| Név               | Élre kerülés         | Lekerülés            |
| ----------------- | -------------------- | -------------------- |
| Angelique Kerber  | 2016. szeptember 12. | 2017. január 29.     |
| Serena Williams   | 2017. január 30.     | 2017. március 19.    |
| Angelique Kerber  | 2017. március 20.    | 2017. április 23.    |
| Serena Williams   | 2017. április 24.    | 2017. május 14.      |
| Angelique Kerber  | 2017. május 15.      | 2017. július 16.     |
| Karolína Plíšková | 2017. július 17.     | 2017. szeptember 10. |
| Garbiñe Muguruza  | 2017. szeptember 11. | 2017. október 8.     |
| Simona Halep      | 2017. október 9.     | 2017. év vége        |

### Páros
Az alábbi két táblázat a race és a világranglista állását mutatja be párosban az első tíz párral, illetve az első húsz játékossal, jelezve a helyezés változását az előző héthez képest. (Sárga alászínezéssel az év végi világbajnokságra már bejutott párosok. Bethanie Mattek-Sands és Lucie Hradecká sérülése miatt nem tudnak indulni a világbajnokságon; Andrea Hlaváčková két párosban is kvalifikálta magát, Babos Tímeával indul.)
| WTA világbajnokságra bejutás végeredménye 2017. október 23-án | WTA világbajnokságra bejutás végeredménye 2017. október 23-án | WTA világbajnokságra bejutás végeredménye 2017. október 23-án | WTA világbajnokságra bejutás végeredménye 2017. október 23-án | WTA világbajnokságra bejutás végeredménye 2017. október 23-án |
| #                                                             | Vált.                                                         | Csapat                                                        | Pont                                                          | Tornák                                                        |
| ------------------------------------------------------------- | ------------------------------------------------------------- | ------------------------------------------------------------- | ------------------------------------------------------------- | ------------------------------------------------------------- |
| 1                                                             | Állandó                                                       | Martina Hingis (SUI) · Csan Jung-zsan (TPE)                   | 9770                                                          | 15                                                            |
| 2                                                             | Állandó                                                       | Jelena Vesznyina (RUS) · Jekatyerina Makarova (RUS)           | 6785                                                          | 14                                                            |
| 3                                                             | Állandó                                                       | Bethanie Mattek-Sands (USA) · Lucie Šafářová (CZE)            | 5120                                                          | 7                                                             |
| 4                                                             | Állandó                                                       | Ashleigh Barty (AUS) · Casey Dellacqua (AUS)                  | 4470                                                          | 16                                                            |
| 5                                                             | 1                                                             | Andrea Hlaváčková (CZE) · Babos Tímea (HUN)                   | 4005                                                          | 15                                                            |
| 6                                                             | 1                                                             | Lucie Hradecká (CZE) · Kateřina Siniaková (CZE)               | 3871                                                          | 14                                                            |
| 7                                                             | Állandó                                                       | Květa Peschke (CZE) · Anna-Lena Grönefeld (GER)               | 3005                                                          | 22                                                            |
| 8                                                             | Állandó                                                       | Hszü Ji-fan (CHN) · Gabriela Dabrowski (CAN)                  | 2921                                                          | 14                                                            |
| 9                                                             | Állandó                                                       | Andrea Hlaváčková (CZE) · Peng Suaj (CHN)                     | 2776                                                          | 7                                                             |
| 10                                                            | Állandó                                                       | María José Martínez Sánchez (ESP) · Andreja Klepač (SLO)      | 2570                                                          | 23                                                            |
| 11                                                            | Állandó                                                       | Johanna Larsson (SWE) · Kiki Bertens (NED)                    | 2270                                                          | 14                                                            |

| WTA világranglista (2017. november 6.) | WTA világranglista (2017. november 6.) | WTA világranglista (2017. november 6.) | WTA világranglista (2017. november 6.) | WTA világranglista (2017. november 6.) |
| #                                      | Vált.                                  | Versenyző                              | Pont                                   |                                        |
| -------------------------------------- | -------------------------------------- | -------------------------------------- | -------------------------------------- | -------------------------------------- |
| 1                                      | Állandó                                | Martina Hingis (SUI)                   | 10130                                  |                                        |
| 1                                      | Állandó                                | Csan Jung-zsan (TPE)                   | 10130                                  |                                        |
| 3                                      | Állandó                                | Jelena Vesznyina (RUS)                 | 7320                                   |                                        |
| 3                                      | Állandó                                | Jekatyerina Makarova (RUS)             | 7320                                   |                                        |
| 5                                      | Állandó                                | Andrea Hlaváčková (CZE)                | 6885                                   |                                        |
| 6                                      | Állandó                                | Lucie Šafářová (CZE)                   | 6800                                   |                                        |
| 7                                      | Állandó                                | Babos Tímea (HUN)                      | 5600                                   |                                        |
| 8                                      | Állandó                                | Bethanie Mattek-Sands (USA)            | 5591                                   |                                        |
| 9                                      | Állandó                                | Peng Suaj (CHN)                        | 4890                                   |                                        |
| 10                                     | Állandó                                | Casey Dellacqua (AUS)                  | 4715                                   |                                        |
| 11                                     | Állandó                                | Ashleigh Barty (AUS)                   | 4555                                   |                                        |
| 12                                     | Állandó                                | Szánija Mirza (IND)                    | 4475                                   |                                        |
| 13                                     | Állandó                                | Kateřina Siniaková (CZE)               | 4440                                   |                                        |
| 14                                     | Állandó                                | Lucie Hradecká (CZE)                   | 3930                                   |                                        |
| 15                                     | Állandó                                | Barbora Strýcová (CZE)                 | 3880                                   |                                        |
| 16                                     | Állandó                                | Hszü Ji-fan (CHN)                      | 3765                                   |                                        |
| 17                                     | Állandó                                | Csan Hao-csing (TPE)                   | 3725                                   |                                        |
| 18                                     | Állandó                                | Gabriela Dabrowski (CAN)               | 3670                                   |                                        |
| 19                                     | Állandó                                | Kiki Bertens (NED)                     | 3420                                   |                                        |
| 20                                     | Állandó                                | Johanna Larsson (SWE)                  | 3325                                   |                                        |

#### Páros világranglistát vezetők
| Név                           | Élre kerülés        | Lekerülés           |
| ----------------------------- | ------------------- | ------------------- |
| Szánija Mirza                 | 2015. április 13.   | 2017. január 8.     |
| Bethanie Mattek-Sands         | 2017. január 9.     | 2017. augusztus 20. |
| Lucie Šafářová                | 2017. augusztus 21. | 2017. október 1.    |
| Martina Hingis                | 2017. október 2.    | 2017. október 22.   |
| Martina Hingis Csan Jung-zsan | 2017. október 23.   | 2017. év végéig     |

## Visszavonult versenyzők
Azon versenyzők felsorolása, akik 2017-ben jelentették be visszavonulásukat az aktív játéktól, vagy 52 hete nem vettek részt versenyen, és pályafutásuk során egyéniben vagy párosban legalább egy WTA-tornagyőzelmet szereztek, vagy a világranglistán a legjobb 100 közé kerültek.
- Daniela Hantuchová (1983. április 23. Poprád, Csehszlovákia) - 1999-től szerepelt a profi játékosok között. Legjobb világranglista-helyezése egyéniben és párosban is az 5. hely volt, előbbit 2003 januárjában, utóbbit 2002 augusztusában érte el. Ő az első szlovák teniszezőnő, aki a Top5-be került. Pályafutása során 7 egyéni és 9 páros WTA-tornagyőzelmet szerzett, emellett három alkalommal egyéniben és egy alkalommal párosban győzött ITF-tornákon. Grand Slam-tornán a legnagyobb sikerét egyéniben a 2008-as Australian Openen érte el, amelyen az elődöntőbe jutott. Párosban döntőt játszott a 2002-es és a 2009-es Australian Openen, valamint a 2006-os Roland Garroson. Vegyes párosban teljesítette a karrier Grand Slamet, vagyis mind a négy nagy tornán győzni tudott: 2001-ben Wimbledonban, 2002-ben az Australian Openen, 2005-ben a Roland Garroson és a US Openen. 2002-ben tagja volt a Fed-kupa-győztes és 2005-ben a Hopman-kupa-győztes szlovák válogatottnak. 2017. július 6-án jelentette be hivatalosan a visszavonulását.[11]
- Martina Hingis (1980. szeptember 30. Kassa, Csehszlovákia) - 1994-től szerepelt a profi játékosok között, közben két alkalommal, 2002–2006, valamint 2007–2013 között is visszavonult. Egyéniben és párosban is világelső, olimpiai ezüstérmes, háromszoros junior- és huszonötszörös felnőtt Grand Slam-tornagyőztes, egykori junior világbajnok. Minden idők legfiatalabb Grand Slam-tornagyőztese, és minden idők legfiatalabb világranglista vezetője volt. Pályafutása során egyéniben 43, párosban 63 WTA-tornagyőzelmet szerzett. Egyéniben először 1997. március 31-én került a világranglista élére, amelyet 80 héten át őrzött. Később kisebb megszakításokkal még négy alkalommal vezette a ranglistát, amelynek első helyét összesen 209 hétig birtokolta, ezzel az örökranglista ötödik helyén áll. Párosban először 1998. június 8-án foglalta el a világranglista első helyét, amelyen kis megszakításokkal 2000. március 19-ig összesen 35 héten keresztül állt. 2016. január 16-án került ismét a páros világranglista élére, amely helyét 31 héten át tartotta, majd 2017. október 2-án ismét visszavette az első helyet, amelyet visszavonulásáig őrzött, ezzel összesen 71 héten keresztül vezette a páros világranglistát. Juniorként minden idők legfiatalabb győzteseként, 12 évesen győzött az 1993-as Roland Garroson. 1994-ben egyéniben és párosban is első lett a Roland Garroson, ugyanebben az évben megnyerte Wimbledonban a junior lányok versenyét, és döntőt játszott a US Openen. Eredményei alapján 1994-ben az ITF junior lány világbajnoka lett. Felnőttként 35 alkalommal szerepelt Grand Slam-torna döntőjében: 12 alkalommal egyéniben, amelyeken 5 alkalommal került ki győztesen; 16 alkalommal párosban, amelyek közül 13-szor győzött, és 7 alkalommal vegyes párosban, melyek mindegyikén győztesen hagyta el a pályát. Két nyári olimpián vett részt Svájc színeiben. Az 1996-os atlantai olimpián a negyeddöntőig jutott Patty Schnyder párjaként, majd 20 évvel később, a 2016-os riói olimpián a magyar származású Bacsinszky Tímea párjaként ezüstérmet szerzett. Hivatalosan 2017. október 29-én jelentette be végleges visszavonulását.[12]
- Date Kimiko (1970. szeptember 28. Kiotó, Japán) - 1989-től szerepelt a profi játékosok között. 1996. szeptember 24-én bejelentette visszavonulását, de 2008 májusában folytatta pályafutását, majd 2017. szeptemberben, 47 évesen vonult vissza véglegesen.[13] Legjobb világranglista-helyezése egyéniben a 4. helyezés volt, amelyet 1995. november 13-án, párosban a 28. hely volt,  amelyet 2015. január 19-én ért el. Ő az első japán teniszezőnő, aki a Top5-be került. Pályafutása során 8 egyéni és 6 páros WTA-tornagyőzelmet szerzett, emellett 14 alkalommal egyéniben és hét alkalommal párosban győzött ITF-tornákon. Legjobb egyéni eredménye Grand Slam-tornákon az elődöntő, ahova három alkalommal sikerült bekerülnie, először az 1994-es Australian Openen, majd az 1995-ös Roland Garroson, végül 1996-ban Wimbledonban. Párosban elődöntőt játszott a 2014-es US Openen. Japán képviseletében vett részt az 1992-es barcelonai olimpia egyéni és páros versenyén, valamint az 1996-os atlantai olimpia egyéni versenyén, ahol a negyeddöntőig jutott. 1989–2013 között szerepelt Japán Fed-kupa-válogatottjában, és tagja volt az 1996-ban a világcsoport elődöntőjébe jutott csapatnak. Az Ázsia-játékokon 1994-ben Hirosimában arany-, 2010-ben Kantonban bronzérmet szerzett egyéniben. Egyéniben az első tornagyőzelmét 1992-ben szerezte Tokióban, az utolsót pedig 2009. szeptemberben, egy nappal a 39. születésnapja előtt, amivel ő az open era második legidősebb egyéni tornagyőztese Billie Jean King után. Párosban 2013 májusában, 42 és fél évesen nyerte utolsó tornáját, ezzel a második legidősebb páros tornagyőztessé vált Martina Navratilova után.
- Vera Dusevina (1986. október 6. Moszkva, Szovjetunió) - 2003-tól szerepelt a profi játékosok között. Juniorként megnyerte a 2002-es wimbledoni torna lány egyéni versenyét és világelső volt. Legjobb világranglista-helyezése egyéniben a 31. hely volt, amelyet 2005 júliusában, párosban a 27. hely volt, amelyet 2007 júniusában érte el. Pályafutása során egy egyéni és két páros WTA-tornagyőzelmet szerzett, emellett egy alkalommal egyéniben és öt alkalommal párosban győzött ITF-tornákon. Grand Slam-tornán a legnagyobb sikerét egyéniben a 2005-ös Australian Openen érte el, amelyen a 4. körig jutott. Párosban negyeddöntőt játszott 2005-ben Wimbledonban. Vegyes párosban 2004-ben Wimbledonban elődöntős volt. 2005-ben tagja volt a Fed-kupa-győztes orosz válogatottnak. 2017. augusztus 15-én jelentette be visszavonulását.[14]
- Liezel Huber (2001-ig Liezel Horn) (1976. augusztus 21. Durban, Dél-afrikai Köztársaság) - 1993-tól szerepelt a profi játékosok között. 2007–2012 között összesen 199 héten át vezette a páros világranglistát. Hétszeres Grand Slam-tornagyőztes, öt alkalommal párosban (2005-ben és 2007-ben Wimbledonban, 2007-ben az Australian Openen, 2008-ban és 2011-ben a US Openen), valamint két alkalommal vegyes párosban (2009-ben a Roland Garroson és 2010-ben a US Openen) győzött. Három alkalommal szerezte meg az évvégi világbajnoki címet (2007, 2008, 2011). Pályafutása során 53 páros WTA-tornagyőzelmet szerzett, emellett 11 alkalommal győzött párosban ITF-tornákon. 2000-ben a Dél-afrikai Köztársaság képviseletében, 2008-ban és 2012-ben az Amerikai Egyesült Államok csapatában szerepelt párosban az olimpiai játékokon. 1998−2003 között a dél-afrikai válogatottban, 2008−2013 között az Amerikai Egyesült Államok válogatottjában szerepelt a Fed-kupa versenysorozatában. 2017. áprilisban jelentette be visszavonulását.[15]
- Melanie Oudin (1991. szeptember 23. Marietta, Amerikai Egyesült Államok) - 2008-tól szerepelt a profi játékosok között. Egyéniben egy WTA- és hat ITF-tornát nyert meg, emellett párosban két ITF-tornagyőzelmet szerzett. A Grand Slam-tornákon a legjobb eredményét egyéniben a 2009-es US Openen érte el, amikor a negyeddöntőbe jutott. 2011-ben Jack Sock párjaként megnyerte a US Open vegyes páros versenyét. Az egyéni világranglistán a legjobb helyezése a harmincegyedik volt, amelyet 2010 áprilisában ért el. Sorozatos sérülések miatt 2017. augusztus 18-án jelentette be visszavonulását.[16]
- Sahar Peér (1987. május 1. Jeruzsálem, Izrael) - 2004-től szerepelt a profi játékosok között. Legjobb egyéni világranglista-helyezése 11. volt, ezt 2011 januárjában érte el, párosban a 14. helyig jutott 2008. májusban. Ő az eddigi legmagasabban rangsorolt izraeli teniszező (női és férfi vonalon egyaránt). Pályafutása során 5 egyéni és 3 páros WTA-tornagyőzelmet szerzett, emellett hat alkalommal egyéniben és négy alkalommal párosban győzött ITF-tornákon. Grand Slam-tornán a legnagyobb sikerét egyéniben a 2007-es Australian Openen, valamint a 2007-es US Openen érte el, amely versenyeken a negyeddöntőbe jutott. Párosban a 2008-as Australian Openen Viktorija Azarankával párt alkotva döntőt játszott. Utolsó WTA-mérkőzését 2016. februárban játszotta. 2017. február végén jelentette be hivatalosan a visszavonulását.[17]
- Nagyja Petrova (1982. június 8. Moszkva, Szovjetunió) - 1999-től szerepelt a profi játékosok között. Legjobb világranglista-helyezése egyéniben és párosban is a 3. helyezés volt 2006. májusban, illetve 2005. márciusban. Pályafutása során 13 egyéni és 24 páros WTA-tornagyőzelmet szerzett, emellett négy alkalommal egyéniben és egy alkalommal párosban győzött ITF-tornákon. Grand Slam-tornán a legnagyobb sikerét egyéniben a 2003-as, valamint a 2005-ös Roland Garroson érte el, amely versenyeken az elődöntőbe jutott. Párosban a 2010-es US Openen Liezel Huberrel, és a 2012-es Roland Garroson Marija Kirilenkóval párt alkotva döntőt játszott. A 2012-es londoni olimpián Marija Kirilenkóval párosban bronzérmet szerzett. Utolsó WTA-mérkőzését 2014. áprilisban játszotta. 2017. januárban jelentette be hivatalosan a visszavonulását.[18]
- Jarmila Wolfe (korábban Jarmila Gajdošová) (1987. április 26. Pozsony, Csehszlovákia) – 2005-től szerepelt a profi játékosok között. Pályafutása során két egyéni és egy páros WTA-tornát, valamint tizennégy egyéni és tíz páros ITF-tornát nyert meg. A Grand Slam-tornákon a legjobb eredményét 2013-ban vegyes párosban érte el, amikor honfitársa, Matthew Ebden oldalán megnyerte az Australian Opent. Párosban két alkalommal jutott a negyeddöntőbe: a 2012-es Roland Garroson és a 2014-es Australian Openen. Egyéniben 2010-ben két alkalommal is a 4. körig jutott: a Roland Garroson és Wimbledonban Legjobb egyéni világranglista-helyezése a huszonötödik volt, ezt 2011. május 16-án érte el, párosban a 31. helyen állt 2012. augusztus 27-én. Elhúzódó és makacs sérülése miatt 2017. januárban jelentette be visszavonulását.[19]